# Pelzhandelszentrum Niddastraße

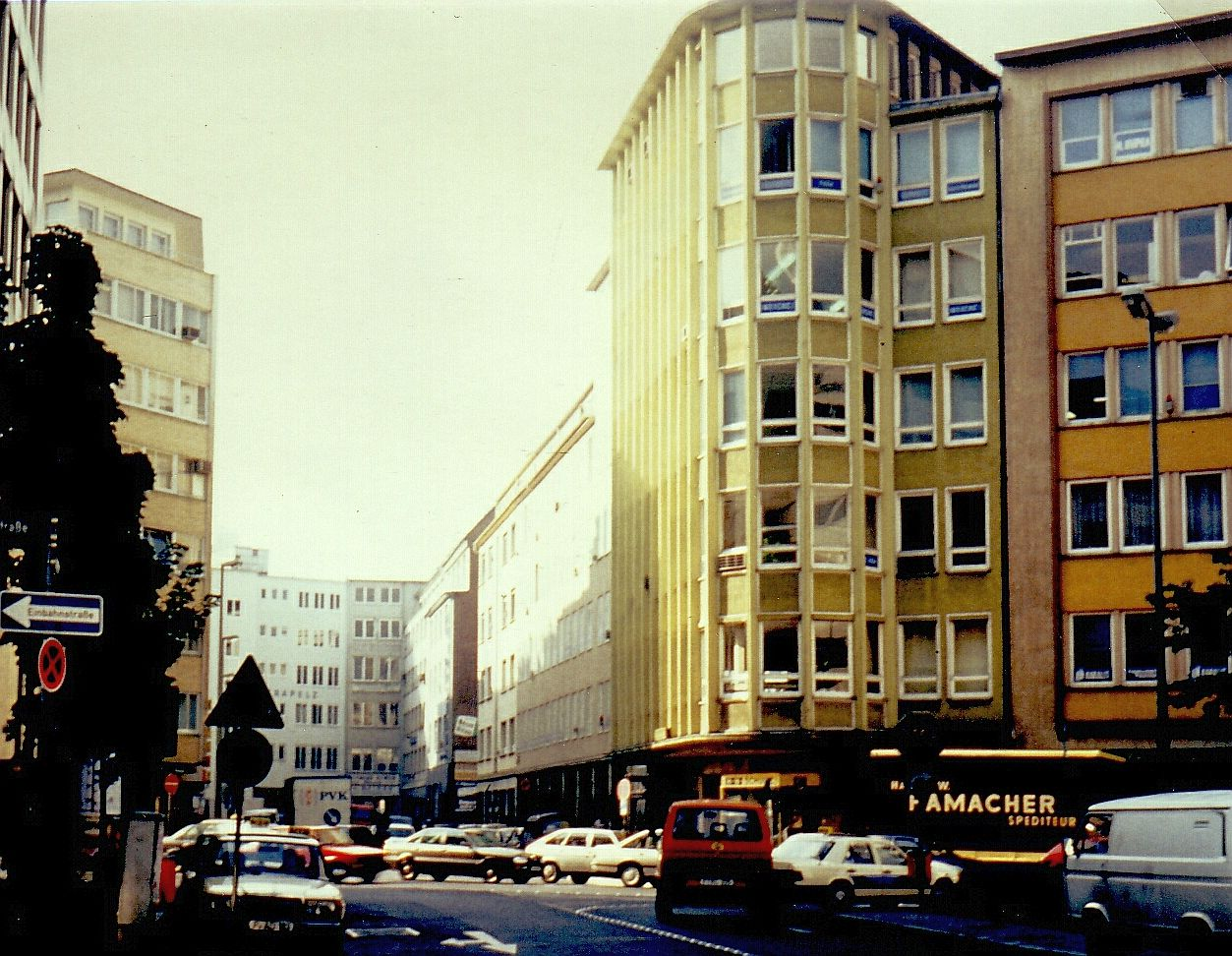
Blick in den Stich der Niddastraße, die Hauptkonzentration der Pelzfirmen (1989)

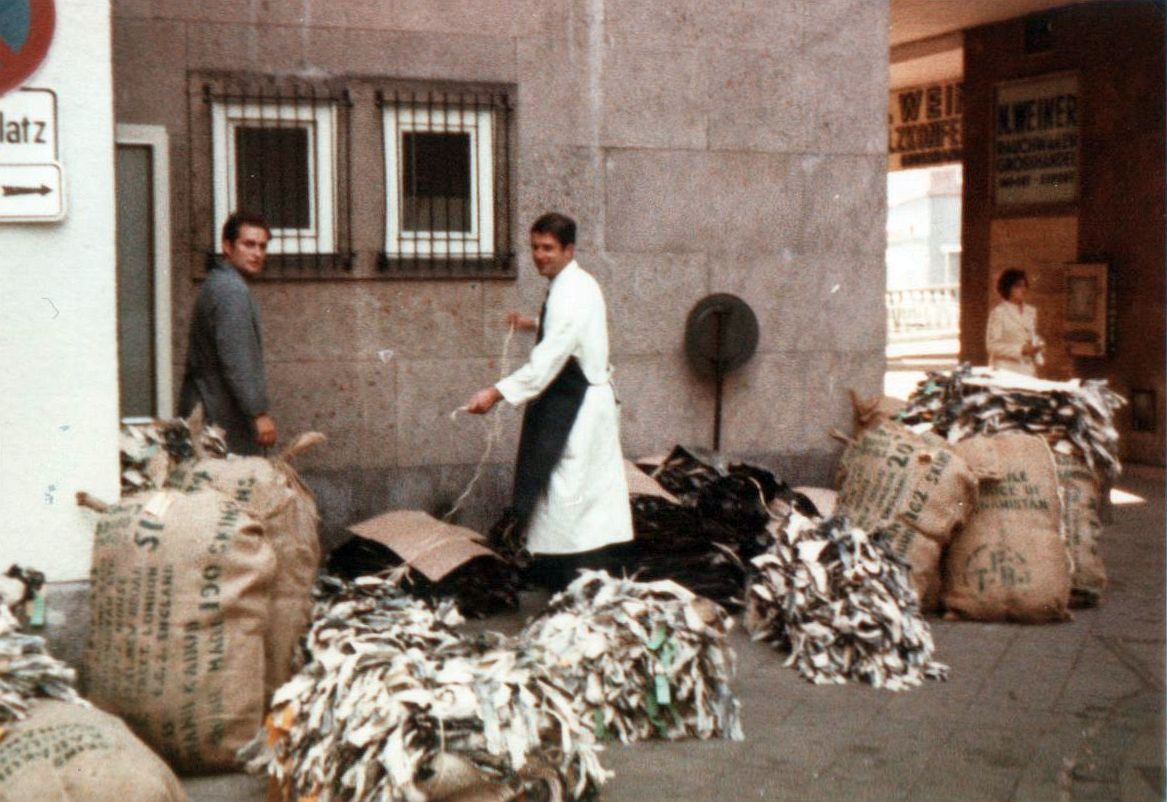
Markthelfer mit Fellen am Durchgang Niddastraße zur Düsseldorfer Straße (1970)

Das Pelzhandelszentrum Niddastraße in Frankfurt am Main war nach dem Zweiten Weltkrieg über einige Jahrzehnte hinweg der wesentliche Handelsplatz für Felle und Pelzgroßkonfektion, eine Zeitlang noch vor den beiden anderen Weltzentren des Fellhandels, London mit dem Beaver House und dem New Yorker Pelzviertel. Hier hatten die meisten größeren deutschen Rauchwaren-Handelsfirmen ihren Sitz oder zumindest eine Dependance, auch hatten sich im Großraum Frankfurt einige Pelzveredlungsfirmen niedergelassen. Sämtliche Sparten der Pelzbranche waren hier vertreten. Das Niddastraßenviertel löste damit den Leipziger Brühl ab, der durch den Krieg und seine Lage in der sowjetisch besetzten Zone und der nachfolgenden Staatswirtschaft der DDR zwangsläufig seine im Pelzhandel herausragende Stellung verloren hatte. Seine Vormachtstellung vor den kleineren Ansammlungen in Köln, Hamburg, München und Berlin erhielt Frankfurt durch die hohe Konzentration von Rauchwarenfirmen am Platz, diese Zentralfunktion wurde zu der Zeit von keiner anderen Stadt der Rauchwarenwirtschaft erreicht. Auch stellte das Pelzviertel mit der branchenmassierten Zusammensetzung seiner Anrainer einen absoluten Sonderfall unter den deutschen Stadtvierteln dar.
Das Pelzviertel lässt sich differenzieren in einen Kernbereich, ein großes Dreieck, das in den Jahren 1946 bis 1952 entstand und zwei Ausweitungszonen, eine nach Südwesten und eine nach Osten, die sich im Wesentlichen bis 1952 entwickelt hatten. Die dichteste Konzentration der Firmen befand sich vor dem Durchgang zur Düsseldorfer Straße, im Sackgassenteil der Niddastraße.
Zuletzt haben sich der Rauchwarenhandel, Pelzkonfektion und Pelzveredlung in hohem Maß nach Asien und Russland, vor allem zum Pelzhandel in China verlagert, wo auch der Absatz an den Endverbraucher extrem zugenommen hat. Die Anzahl der Unternehmen im Pelzviertel ist bis auf einen kleinen Rest geschrumpft.

## Historische Entwicklung

### Frankfurter Pelzhandel im Mittelalter

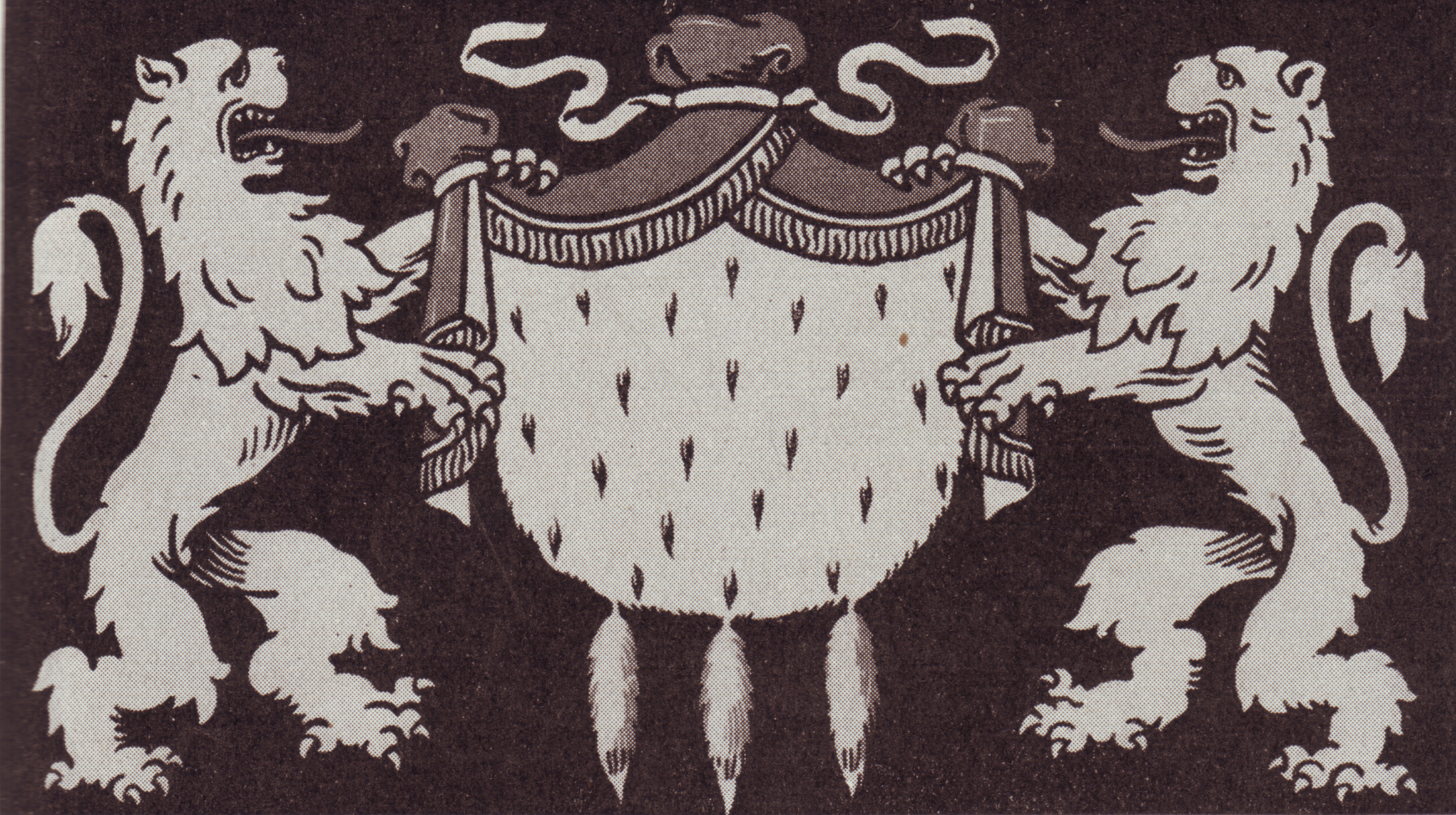
Wappen der Frankfurter Kürschner

Das mittelalterliche Frankfurt am Main, verkehrsgünstig gelegen, hatte eine lange Tradition als wichtiger Handelsplatz, Pelze hatten daran einen erheblichen Anteil. Die Kürschnerzunft war ansehnlich und Frankfurt hatte enge Beziehungen zum internationalen Rauchwarenhandel. Ende des 13. Jahrhunderts wird berichtet, das der Frankfurter Großkaufmann Eckehard von Frauenrode in der Grafschaft Ziegenhain auf der Lübecker Handelsstraße überfallen und beraubt wurde. Bei der ihm abgenommenen Ware befanden sich unter anderem zwei Ballen mit Rauchwaren.
Eine Frankfurter Urkunde über den Rauchwarenhandel stammt aus dem Jahr 1294, dem Jahr in dem auch im Rahmen eines größeren Rechtsgeschäftes die Abgaben der Kürschner auf den Messen geregelt wurde. Daraus ist zu entnehmen, dass es sich bereits um wesentlich ältere Verpflichtungen handelte. 1984 erklärten die Straßburger Kürschner, dass sie nach alter Gewohnheit zu jeder Messe einen eigenen Unterkäufer (Makler) nach Frankfurt senden würden. 23 Jahre später, 1491, protestierten diese sachverständigen Vermittler von Geschäften für Rauchwaren gemeinschaftlich beim Frankfurter Rat gegen die Zulassung eines Leipzigers für diese Tätigkeit. Solche Unterkäufer der Kürschner gab es in Frankfurt damals aus Erfurt, Frankfurt an der Oder, Nürnberg, Mainz, Speyer, Worms und Straßburg. Was besagt, dass die Kürschner aus ganz Mittel- und Süddeutschland ihre Einkäufe in Frankfurt tätigten.
Einige Zolltarife aus dem 13. und 17. Jahrhundert weisen Zobelfelle, Hermelinfelle, Marderfelle, Otterfelle, Biberfelle, Wolffelle und Eichhörnchenfelle als Handelsartikel aus. Den Zoll auf diese Waren hatte der Verkäufer zu tragen, ein Drittel davon erhielt der Zöllner, zwei Drittel die Stadt. Ein zweites Mal mussten die Rauchwarenhändler beim Verkauf an die Kürschner eine Abgabe entrichten, die allerdings von den Käufern mitgetragen werden musste. Als amtlicher Vermittler schob sich der „Unterkäufer“ ein, ein Fachmann, oft ein Kürschnermeister, der von der erhobenen Vermittlergebühr bei Rohfellen ein Viertel, bei Kürschnerwaren zwei Drittel für seine Bemühungen behalten konnte. Er hatte „in truwen globet unde zun heiligen gesworn“, den dritten Pfennig vom Erlös der Steuer alle Samstage an die Stadt abzuliefern.
Der Umsatz der Frankfurter Pelzhändler im 14. und 15. Jahrhundert dürfte bereits beträchtlich gewesen sein, mancher Nachkomme eines reichen Meisters stieg zum Patriziat auf. Ein Lübecker Großhändler ließ nach Messeschluss 12.000 unverkaufte Felle in Frankfurt als Kommissionsware zurück. 1550 kauften zehn Frankfurter Kürschner gemeinsam von einem Krakauer Kaufmann 6000 Felle.
Im Zusammenhang mit dem lebhaften Fellhandel breitete sich das Kürschnergewerbe aus. Bereits 1307 gab es in der Krämergasse, der damaligen Hauptgeschäftsstraße, eigene Kürschnerlauben, also besondere Verkaufsstände für Pelzwaren. Ein Zusammenschluss der Kürschner zu einer Zunft oder Brüderschaft ist aus dem Jahr 1355 belegt. Im 14. Jahrhundert waren vielleicht 25 bis 35 Meister mit zahlreichen Gesellen und Lehrlingen ansässig. Zusammen mit anderen Gewerben erhielt das Kürschnerhandwerk 1355 eine Zunftrolle, also die öffentlich-rechtliche Anerkennung. Im Schöffenrat wurde zu Protokoll gegeben: „Wer Eichhorn für Buntwerk oder alte Felle für neue ausgibt, muß der Zunft eine Buße zahlen“. Im Jahr 1377 verlangte der Rat einen Anteil an diesen Einnahmen und behielt sich die Aufsicht darüber vor. Auch nach der Beilegung von Zunftunruhen, bei der die Handwerker ihre bisherige Selbständigkeit verloren und sie in Abhängigkeit von der städtischen Obrigkeit kamen, gehörten die Kürschner im Jahr 1377 zu den anerkannten dreizehn Zünften. Die Zunftordnung besagte unter anderem, dass kein Meister sich beim Felleinkauf Sondervorteile verschaffen durfte. Bei einem Angebot von mehr als ein halb Tausend Fellen musste allen Zunftkollegen Gelegenheit zum Mitbieten geboten werden.
Ihren größten Stellenwert hatte die Frankfurter Messe Ende des 14. Jahrhunderts. Als um das Jahr 1500 die Leipziger Messe an Bedeutung gewann und gleichzeitig die Mode anfing, den Pelz zu vernachlässigen, ließ der Pelzhandel in Frankfurt erheblich nach. Die Bedeutung für den Fellhandel muss jedoch bereits beträchtlich gewesen sein. 1932 wurden in einem historischen Rückblick nur Leipzig und Frankfurt, als „Rauchwarenzentralen“ bezeichnet. Trotz der inzwischen angestiegenen Bevölkerungszahl waren es im 18. Jahrhundert im Handwerk nur noch 7 Meister.

### Entwicklung der Niddastraße zum Welthandelszentrum für Rauchwaren

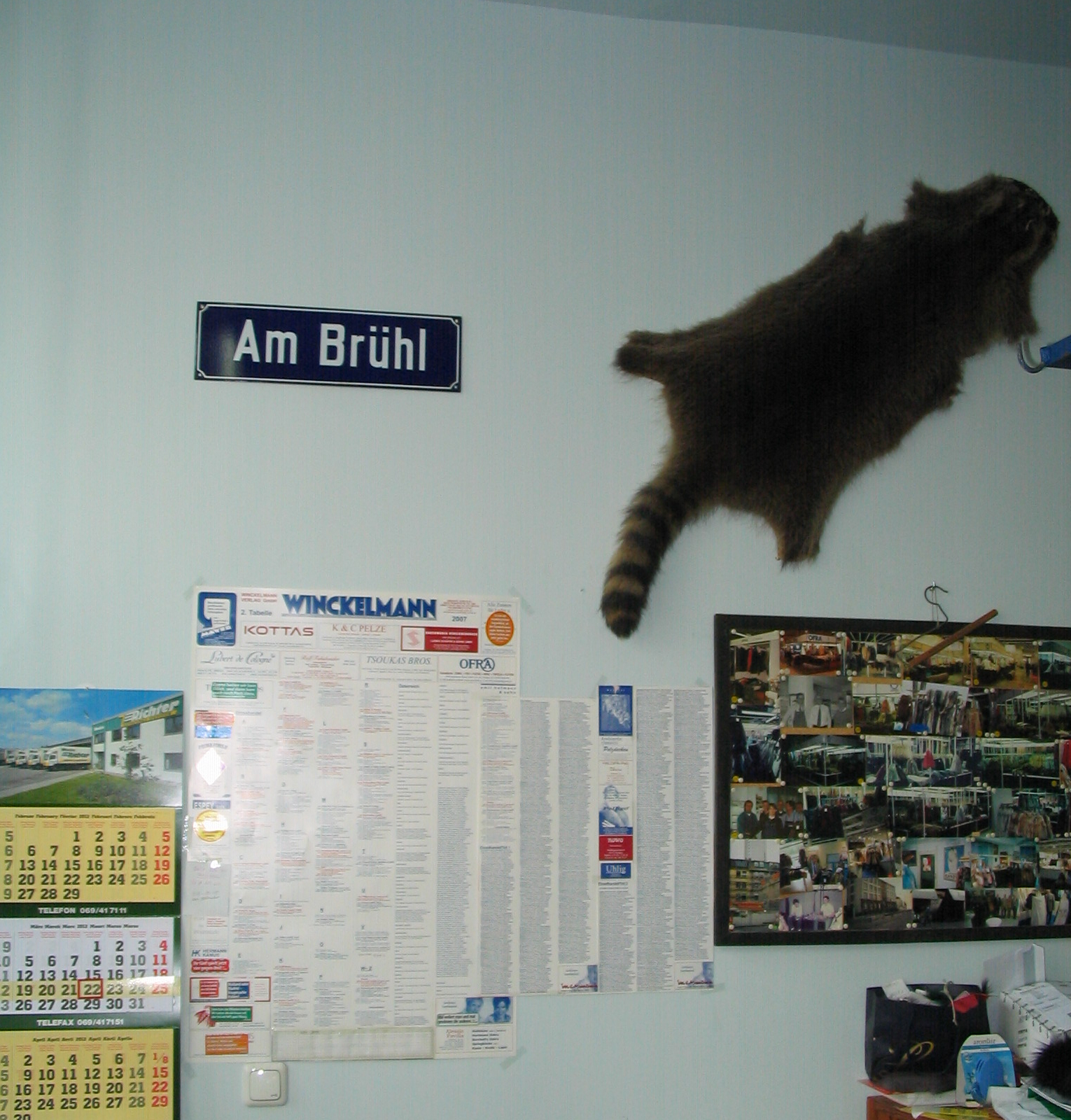
Das „Am Brühl“-Schild erinnert bei einem Händler an vergangene Leipziger Zeiten. An der Wand außerdem die Winckelmann-Tabelle mit den Pelzadressen. (2012)

Vor dem Ersten Weltkrieg waren in der Mainstadt lediglich drei oder vier Grossisten, die aber teilweise ihre Ware auch nur von Leipziger Unternehmen in Kommission bekamen. Daneben betrieben auch einige Kürschner den Fellhandel. Die außergewöhnliche Bedeutung für den Rauchwarenhandel begann erst im Juni des Jahres 1945. Als in Leipzig bekannt wurde, dass die Streitkräfte der Vereinigten Staaten Leipzig, das sie Anfang Mai besetzt hatten, gemäß den Jalta-Beschlüssen der Roten Armee überlassen würden, begannen die ersten Firmen von dort in den Westen abzuwandern. Noch bestand die Chance, Geld zu transferieren, Werkzeuge, Maschinen und Ware mitzunehmen. Letztere stellte sich spätestens nach der Währungsreform bei Beginn des deutschen Wirtschaftswunders oftmals als das wichtigste Kapital heraus. Der Leipziger Pelzhandel blühte vor allem auch durch seine ehemals engen Beziehungen zu Russland und die Händler kannten daher aus eigener Anschauung das sowjetische Wirtschaftssystem, das für private Unternehmen keinen Raum ließ. Deshalb investierten weitsichtige Unternehmer nicht in ihre zum großen Teil zerstörten Betriebe um und vor allem in Leipzig, sondern warteten aus Westdeutschland die Zukunft ab. Die weitere politische Entwicklung mit der Teilung Deutschlands veranlasste letztlich alle Exilanten zum Bleiben in der neuen Heimat und es folgten ihnen zahlreiche weitere Firmenchefs der Pelzbranche, zusammen mit ihrem Personal. Allerdings entschied sich die Mehrzahl zur Übersiedlung erst nach der Währungsreform im Jahr 1948. Zwischen 1946 und 1948 waren bereits 35 Firmen nach Frankfurt gekommen, in den Jahren 1957 bis 1958 kamen noch einmal 240.
Die Pelzfirmen verteilten sich anfangs auf den Westen Deutschlands. Die Städte waren großteils zerstört, Verwandte, bei denen man unterkommen konnte, spielten bei der Ortswahl eine große Rolle. Viele gingen nach Bayern, einige nach Hamburg. Vier oder fünf Firmen kamen nach Frankfurt, das sich schnell zur Wirtschaftsmetropole des Vereinigten Wirtschaftsgebietes entwickelte. Im Westen kam ihnen zugute, dass es wegen der früheren Konzentrierung um Leipzig hier kaum Betriebe der Rauchwarenbranche gab. Dass sich letztlich der Schwerpunkt in Frankfurt bildete, verdankt die Branche ihrem Mitglied Hermann Deninger. Bereits im Mai und dann weiter im Juni 1945, als die ersten Leipziger Rauchwarenhändler in der Stadt eintrafen, verhandelte er mit Fritz Mertens, dann mit Werner Hilpert von der Frankfurter Industrie- und Handelskammer über die Möglichkeit, diese Betriebe im Frankfurter Raum anzusiedeln. Hilpert war gebürtiger Leipziger und dort bis 1939 als Wirtschafter tätig gewesen. Er erkannte die Chancen für Frankfurt – einige Zeit erwirtschafteten die in Leipzig ansässigen Unternehmen der Rauchwarenbranche den größten Anteil der Steuereinnahmen der Stadt – und setzte sich auch später noch als Finanzminister für die Belange der Branche ein. Es ist überliefert, dass Otto Nauen von der Firma Thorer & Hollender während eines Aufenthalts in der Stadt zufällig Hilpert traf und dieser nach kurzer Unterhaltung erklärte: „Jetzt machen wir Frankfurt zu einem Rauchwarenplatz“. Bereits am 1. Oktober 1945 eröffnete die Handelskammer ein spezielles Referat Rauchwaren. Ein weiterer Förderer war Walter Leiske, der die Verhältnisse von seiner Tätigkeit in Leipzig her als Stadtrat ebenfalls gut kannte. Durch die Fürsprache der beiden Politiker und ab 1946 des Oberbürgermeisters Walter Kolb gewährten die Frankfurter Behörden den nachsuchenden Pelzfirmen erleichterte Zuzugsmöglichkeiten, die sie in anderen Städten nicht bekommen konnten. Während der Zeit der Berliner Luftbrücke setzten sich beide dafür ein, dass 1949 wenigstens einige der Berliner Kürschner eine Flugmöglichkeit zur ersten Frankfurter Pelzmesse bekamen, obwohl „jeder Sack Kohlen oder Kartoffeln damals wichtiger war als eine Reise“. Einen starken Impuls gab auch der Umzug der alten Pelzveredlungs- und Pelzhandelsfirma Thorer & Co, die erst nach Offenbach gezogen war und 1947 ihren Großhandel in die der Niddastraße benachbarte Mainzer Landstraße verlegte, wo sich bereits als eine der ersten Leipziger das andere alte Traditionshaus mit Thorer im Firmennamen, Thorer & Hollender, eingerichtet hatte.
Am Anfang waren die Firmen noch etwas verstreut. Eine Anzeige aus dem April 1949 in der im selben Jahr erstmals wieder erschienenen Fachzeitschrift meldete: „Im Zuge der Zentralisation der Rauchwarenwirtschaft in Frankfurt/M. ist das „Rauchwaren-Haus“ am Hauptbahnhof entstanden. Es beherbergt die Firmen Alfred König G.m.b.H., Rauchwarengroßhandel - Rosenberg & Lenhart, Rauchwaren und Pelzkonfektion - „OFRA“, Rauchwaren-Handelsgesellschaft - Wahe Ohanian, Rauchwaren“. Eine Grafik zeigt dazu ein viergeschossiges, älteres Gebäude in der Düsseldorfer Straße 9, unter dem oberen Stockwerk die Schrift „Rauchwaren-Haus - Pelze - Rauchwaren“.
Es gab Geschäftsräume in der Kaiserstraße, Kirchnerstraße, Taunusstraße und Münchner Straße. Erste kleine Schwerpunkte entstanden in der Mainzer Landstraße und in der Niddastraße in den Hausnummern 70 bis 76 sowie in der Düsseldorfer Ecke Niddastraße. Kurz darauf wurde die gegenüberliegende Seite der Niddastraße bebaut; auf den Grundstücken 54 bis 66/68 auf der einen und 57 bis 63 auf der anderen Seite entstanden repräsentative Geschäftsräume, in die Rauchwarenfirmen einzogen. Die erste Pelzfirma, die ein Grundstück in der Niddastraße (Nr. 63) erwarb, war die aus Hof in Oberfranken stammende Firma A. Fickenscher & Söhne. Das zuerst eingeschossige „Fickenscher-Haus“ wurde 1955 aufgestockt, heute hat es sechs Stockwerke, es beherbergte später Firmen sämtlicher Sparten der Branche, vom Rohfell bis zur Fertigware, einschließlich Kommissionären und Sortierern.

Als nächste Bauten entstanden das Haus Leipzig (Nr. 66–68) sowie das Europahaus (Nr. 62). Der Grundstücksbesitzer Adolf Heidinger beschreibt 1990 unter der Überschrift „Europahaus“ seine Erinnerung an die ersten Nachkriegsjahre auf der Niddastraße:

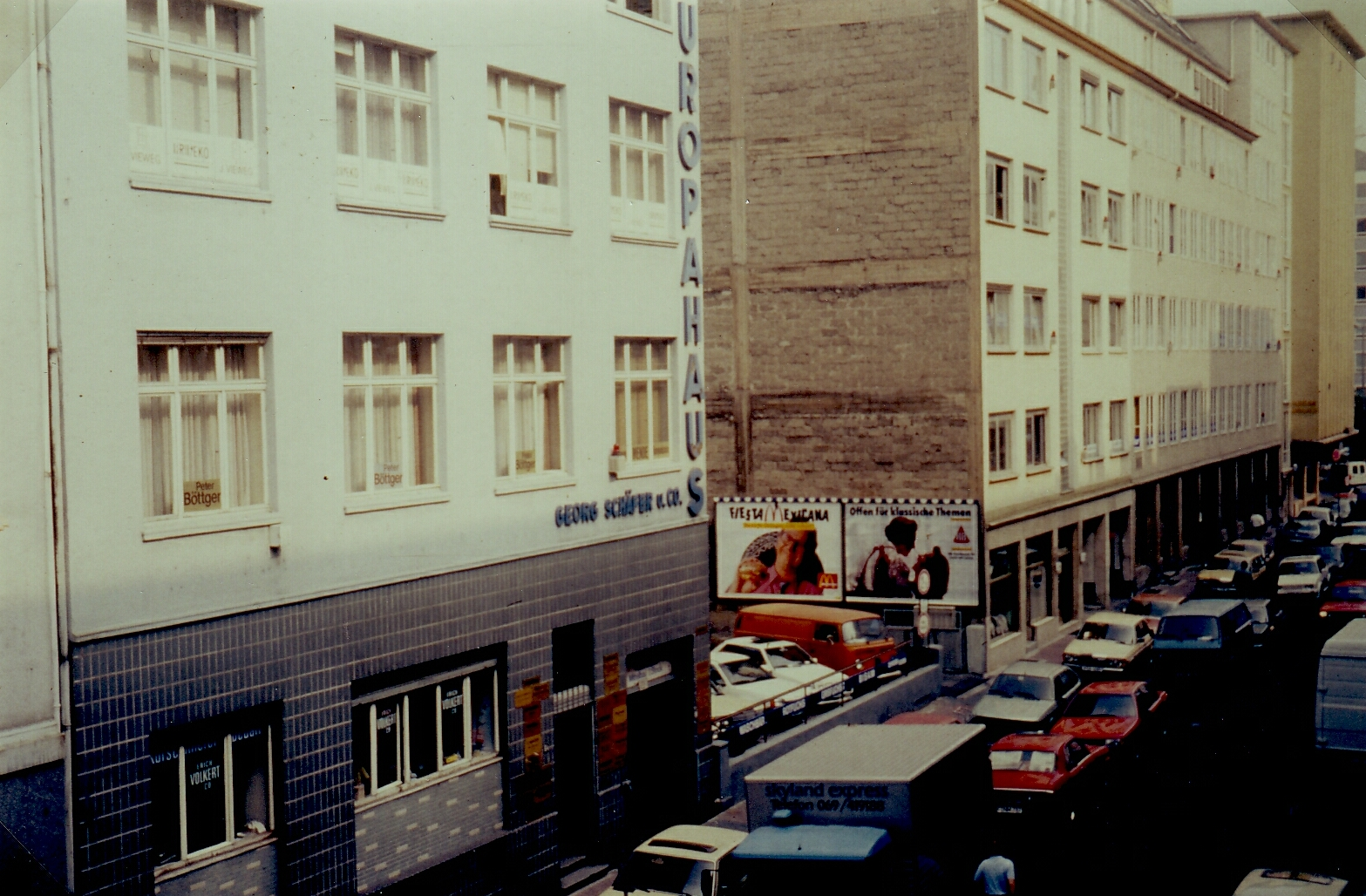
Europahaus (1989)

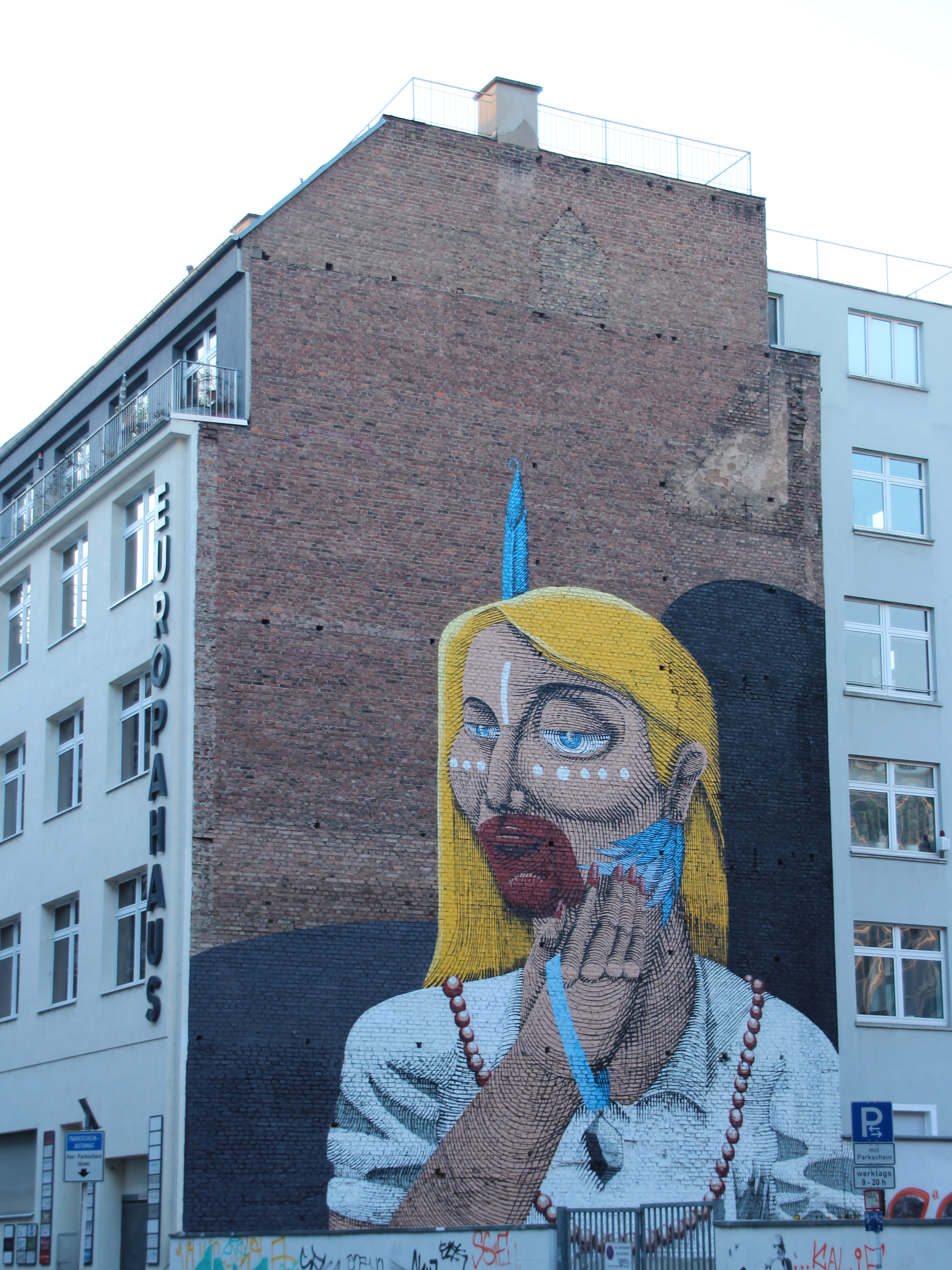
Europahaus (2015)

„Bei dem Fliegerangriff im März 1944 wurden in der Nacht sämtliche Häuser der Niddastraße vom Karlsplatz bis zur Düsseldorfer Straße durch Brandbomben in Schutt und Asche gelegt. Außer dem Haus Niddastraße 61, das verschont blieb, standen nur noch ausgebrannte Fassaden, die wegen Einsturzgefahr teilweise später umgerissen wurden.
Nach Beendigung des Krieges wurde im Haus Niddastraße 61 sofort damit begonnen, die fünf Meter hohen Schuttberge mittels Lieferwagen der Bäckerei Heidinger in Selbsthilfe abzufahren, um Parkplätze und Hofraum wieder benutzen zu können. Bereits 1946 konnten die Spenglerei Bosch, die Schreinerei Krah, das Weissbindergeschäft Adolf Müller sowie das Architekturbüro Reinhard und Hirtes behelfsmäßig ihre Betriebe betreiben. Mit Hilfe dieser Handwerksbetriebe konnte das Hinterhaus und der Mittelbau wieder aufgebaut werden, sodass im September 1948 neben vielen anderen Betrieben der ADAC seine erste Geschäftsstelle nach dem Krieg einrichten konnte.
Im April 1950 erschienen die ersten Rauchwarenhändler, die Firma Arzt und Temmler, die Firma Gebr. Hentschel und die Firma Meister u. Co (heute Volkert), die im Mittelbau eine Unterkunft für ihre Existenz fanden. Durch diese Firmen wurde ich veranlasst, das Vorderhaus so schnell wie möglich aufzubauen, da ein starker Bedarf der Pelzindustrie vorhanden sei. Am 1. Oktober 1950 war es dann soweit: Das EUROPA-HAUS wurde pünktlich fertiggestellt.
Außer den bereits erwähnten Firmen konnten alsdann die Firma Arthur Lohschütz, Georg Schäfer, Berlinski und Funke, Wiesner u. Co, Fritz Kleemann, Dauter, Brücke, Interfur-Lobacher, Gieles und Churtopulos einziehen. Im Laufe der Jahre wurde die Nachfrage der Rauchwarenbranche immer größer, sodass heute insgesamt 20 Betriebe der Pelzindustrie im Hause Niddastr. 64 tätig sind.“

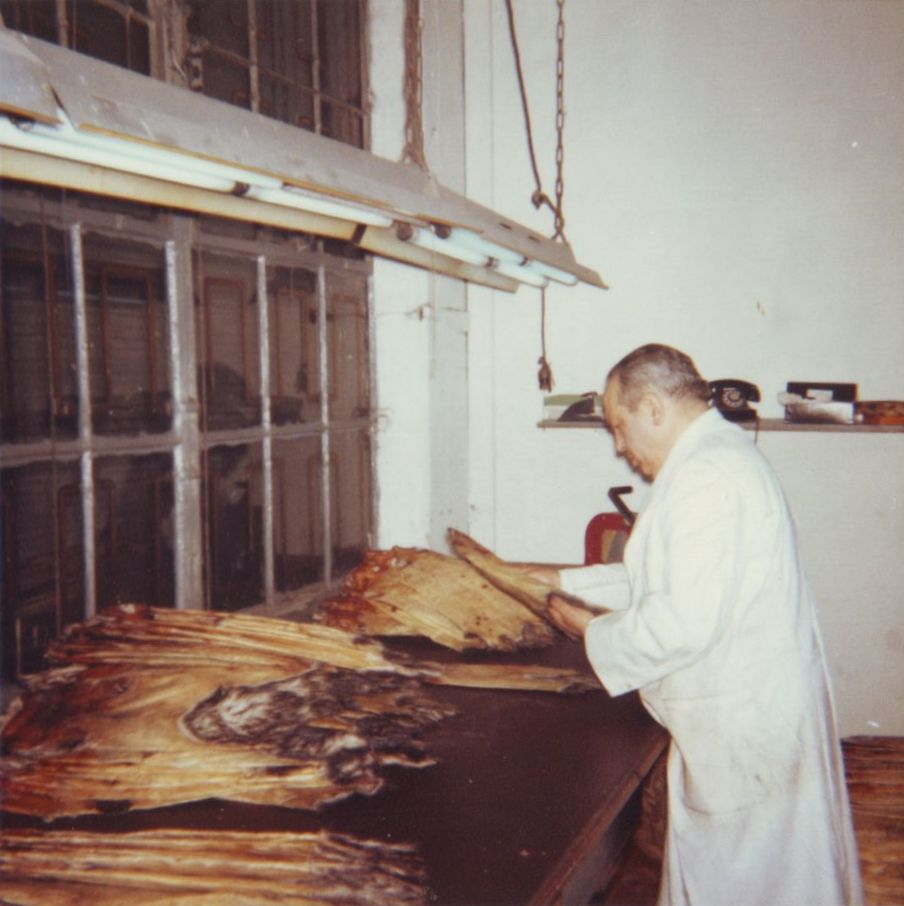
Amerikanischer Rauchwarenhändler in seiner Niddastraßen-Niederlassung beim Begutachten von Rohfellen (1960)

1951 war die Errichtung der Geschäftshäuser, die Einrichtung der Lager und auch die Wohnungsbeschaffung für die erhebliche Zahl der Mitarbeiter weitgehend abgeschlossen. Die neuen, großen und zweckmäßigen Geschäftshäuser der Niddastraße bildeten mit den anschließenden Teilen der Düsseldorfer Straße und der Mainzer Landstraße jetzt das große Dreieck der Pelzbranche.
Einer damaligen Erhebung des Rauchwarenverbands nach betrug bis 1951 der Aufwand für die Neueinrichtung der Frankfurter Pelzfirmen 8 Millionen Mark. Die wichtige erneute Internationalisierung des deutschen Pelzhandels begann 1950 durch den Marshall-Plan und die folgende schrittweise Liberalisierung des Imports.
Ab 1952 weitete sich das Pelzzentrum vom Dreieck nach Osten und Westen aus. Dabei stieß es in östlicher Richtung mit den Betrieben in Elbe-, Mosel- und Taunusstraße und dem östlichen Teil der Niddastraße bis in das Frankfurter Rotlichtviertel vor. Im Westen erreichte es insbesondere mit der Otto- und der Ludwigstraße sowie teilweise auch im westlichen Teil der Mainzer Landstraße Wohngebiete, die stark von Ausländern besiedelt waren. Einer weiteren Ausdehnung im Süden stand der Hauptbahnhof entgegen, und im Nordwesten bildete die hier sehr breite Mainzer Landstraße eine Art „natürlicher“ Grenze zum Stadtteil Westend-Süd. Im Norden näherte sich die Pelzbranche dem Bankenviertel. Innerhalb des großen Dreiecks waren die Rauchwarenhändler weitgehend unter sich. Der Rauchwarenhändler Rudolf Sonntag erkannte dann 1982 anstelle des Dreiecks ein „magisches Viereck“, in dem es noch einige Jahre zuvor so gut wie unmöglich war, ein vernünftiges Lokal zu bekommen, begrenzt durch die Düsseldorfer Straße, die Mainzer Landstraße, die Karlstraße und die Niddastraße.
Die Ansiedlung in und um die Frankfurter Niddastraße erfolgte nicht von ungefähr. Wie in Leipzig war es nicht weit bis zum Bahnhof, um die vielen täglichen Expresspakete für die Kürschner und den Einzelhandel aufzugeben. Auch die Nachbarschaft zum Bankenviertel entsprach der Lage in Leipzig, nicht unwichtig bei dem großen Kreditbedarf des Pelzgroßhandels mit langen Zahlungszielen gegenüber seinen Kunden, zur Finanzierung während der „stillen“ Jahreszeit. Das im Krieg weniger zerstörte Viertel war als Gewerbegebiet konzipiert, die Bauten waren optimal angelegt. Die Bebauungsdichte war hoch, 13 Häuser im Pelzdreieck hatten sechs Stockwerke. Es gab auch wie in Leipzig einige (meist ebenfalls schmuddelig wirkende) Hinterhöfe, wenn auch nicht, bis auf einen, mit der Möglichkeit auf einer Seite hinein, auf der anderen Seite des Häuserblocks hinauszufahren. Auch die benötigten großen Lastenfahrstühle waren vorhanden. Gut waren auch die hohen Räume mit großen Fensterfronten mit dem zum Fellsortieren wichtigen indirekten Nord-Tageslicht. Zudem war das Frankfurter Bahnhofsviertel schon vorher ein Schwerpunkt des Großhandels allgemein. Bald stellte sich hier die in der Branche legendäre Atmosphäre des Leipziger Brühl ein. Genau wie in Leipzig war die Straße belebt von Händlern und Markthelfern in ihren weißen Kitteln, die Fellbunde, Fellbodys und Konfektionsmäntel umhertrugen oder in Korbflechten oder auf Ständern über die Straße rollten, von einer Firma zur anderen oder zu den Lastwagen. Die nicht gerade breite Straße war ständig von Fahrzeugen überfüllt. Harald Schmidt, Rauchwarenhändler der Firma Ofra berichtete, dass sich unter den Häusern ein Gänge-„Labyrinth“ mit „Boxen“ für Rauchwaren befand, die teilweise auch von Nichtanwohnern anzumieten waren. Bei starkem Regen gingen die Händler nicht über die Straße, sondern nutzten das Gängesystem der verbundenen Keller. Es gab sogar Kunden, die sich eine Box gemietet und wie einen Wohnraum eingerichtet hatten, um während der Zeit ihrer Einkäufe in der Niddastraße dort zu übernachten.
Die Zeit war jedoch etwas hektischer geworden, das „auf dem Brühl“ stehen, mit Kollegen sprechen und die Kunden abfangen fand in dem Maß nicht mehr statt. Es entstand unter den Händlern so etwas wie ein spezieller sächsisch/hessischer Zungenschlag. Viele Jahre lang hatte die Niddastraße als Zweitnamen in der bundesrepublikanischen Pelzbranche noch den an Leipzig erinnernden Namen (Frankfurter) Brühl. Ein Rauchwarenlehrling erhielt 1964 auf seine Frage: „Sind denn alle Firmen hier früher in Leipzig gewesen?“ nach kurzem Nachdenken von seinem Lehrchef die Gegenfrage: „Wer ist denn nicht aus Leipzig?“. Die höchste Konzentration der Pelzfirmen befand sich im Straßendreieck Nidda-/Karl-, Düsseldorfer und Mainzer Landstraße. Sicherlich wegen fehlender weiterer Raumreserven breitete sich das Pelzviertel in die angrenzenden Straßen aus, lediglich 23 Firmen hatten 1983 ihren Standort in anderen Bezirken der Stadt. Nicht gelungen ist es, in Frankfurt Pelzauktionen zu etablieren. Ein erster Versuch von Händlern und Farmern im Jahr 1956, beginnend mit Persianerfellen aus Südwestafrika, dem heutigen Namibia, wurde nicht wie beabsichtigt fortgesetzt, die für die Auktionen gegründete Gesellschaft wurde wieder eingestellt. Diese einmal für Leipzig wichtige Domäne haben sich die ausländischen Auktionshäuser nach dem Zweiten Weltkrieg nicht wieder nehmen lassen, ein kleiner Teil der russischen und inländischen Felle lief in der DDR-Zeit wieder über Leipziger Auktionen. Ein Angebot der Stadt Frankfurt einen Schenkel des Pelzdreiecks in „Neuer Brühl“ umzubenennen, lehnte das Gewerbe ab. Leipzigs Brühl sollte einzig und historisch bleiben.

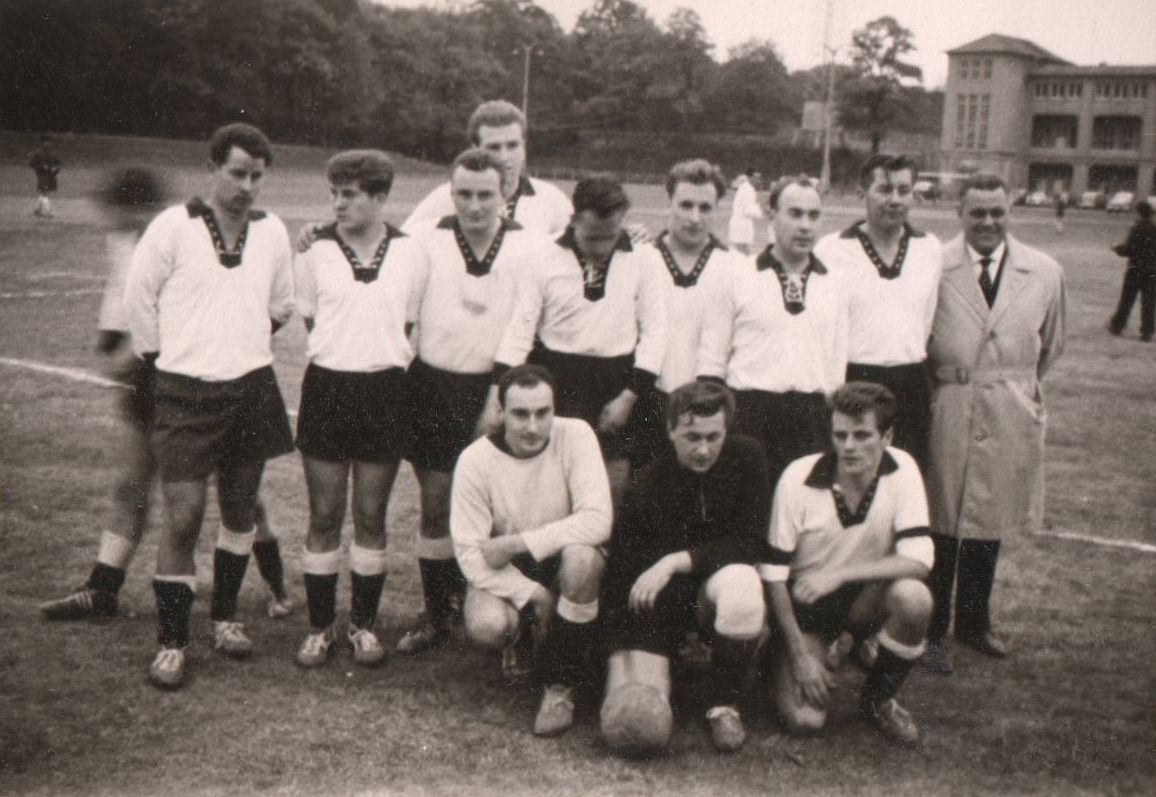
Fußballmannschaft S. G. Brühl, Jubiläumsspiel, 30 Jahre Fußball in Leipzig, 10 Jahre in Frankfurt (1962)

Findet ein Kürschnerkunde bei seinem Händler nicht das von ihm gesuchte Material, wird er problemlos an den entsprechenden Großhandelskollegen weitergereicht. Der Zusammenhalt innerhalb der Branche beschränkte sich nicht nur auf die Geschäftszeit, es bestanden Skat- und Kegelklubs. 1962 feierten die Fußballer, die Brühl-Elf, ihr 30-jähriges und die „Frankfurter Truppe“ ihr 10-jähriges Bestehen mit einem Turnier im Waldstadion. Es beteiligten sich die Mannschaften der Veredlungsfirmen Thorer & Co., Hilchenbacher Pelzveredlung, Nagel & Dorn, Dietesheimer Rauchwarenzurichtung und Färberei und eben die „Brühl-Mannschaft“. Am 23. April 1974 wurde die Sportgemeinschaft S. G. Brühl als eingetragener Verein neu gegründet. Jetzt sollten neben dem harten Kern der Fußballer alle geeigneten Sportarten gefördert werden. Die Finanzierung sollte durch die „Brühlfirmen“, die Unternehmen rund um die Niddastraße, erfolgen. Den Vorsitz des Vereins übernahm Gerd Kursawe.

Niddastraßen-Höfe, 1989
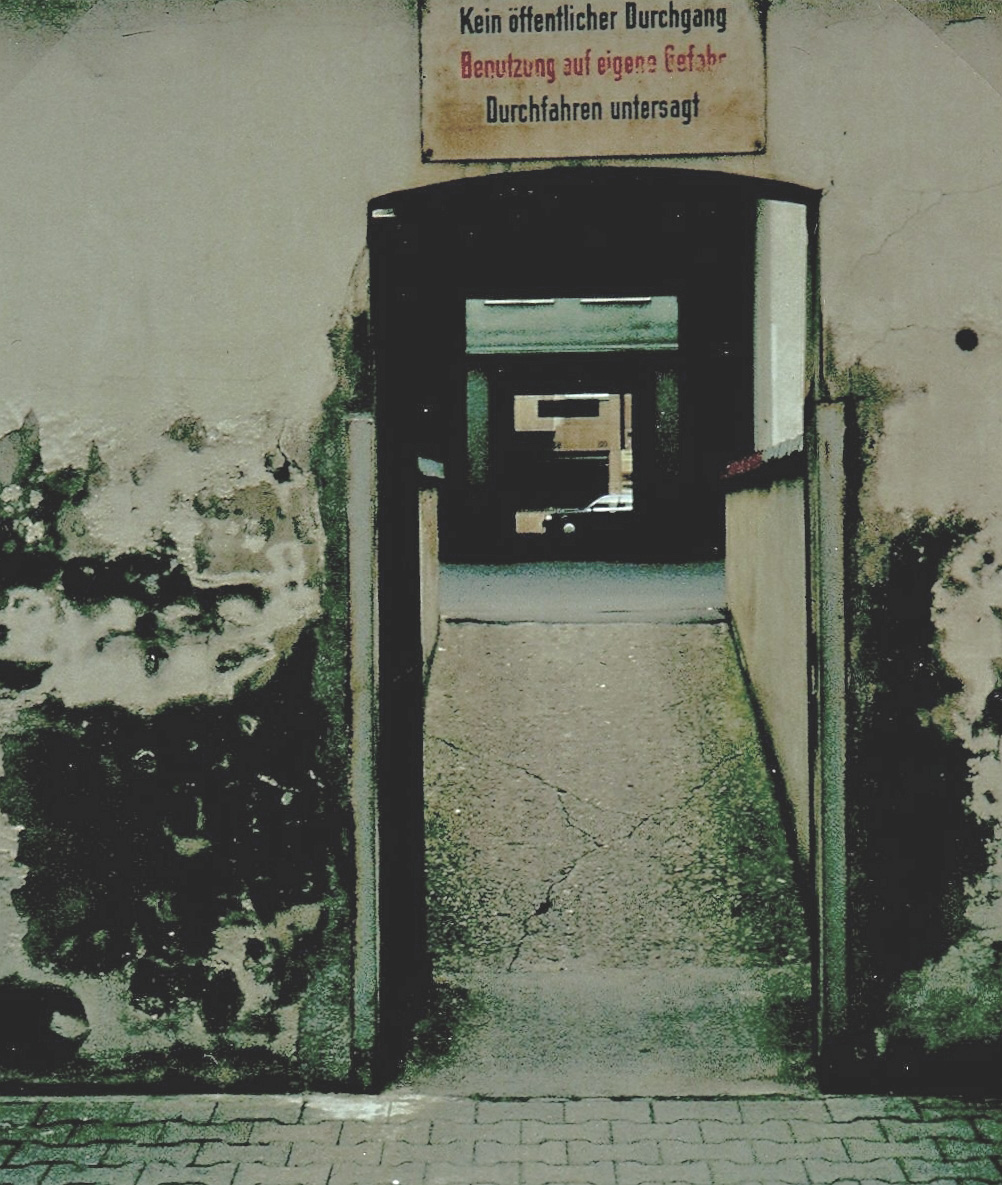
Durchgang
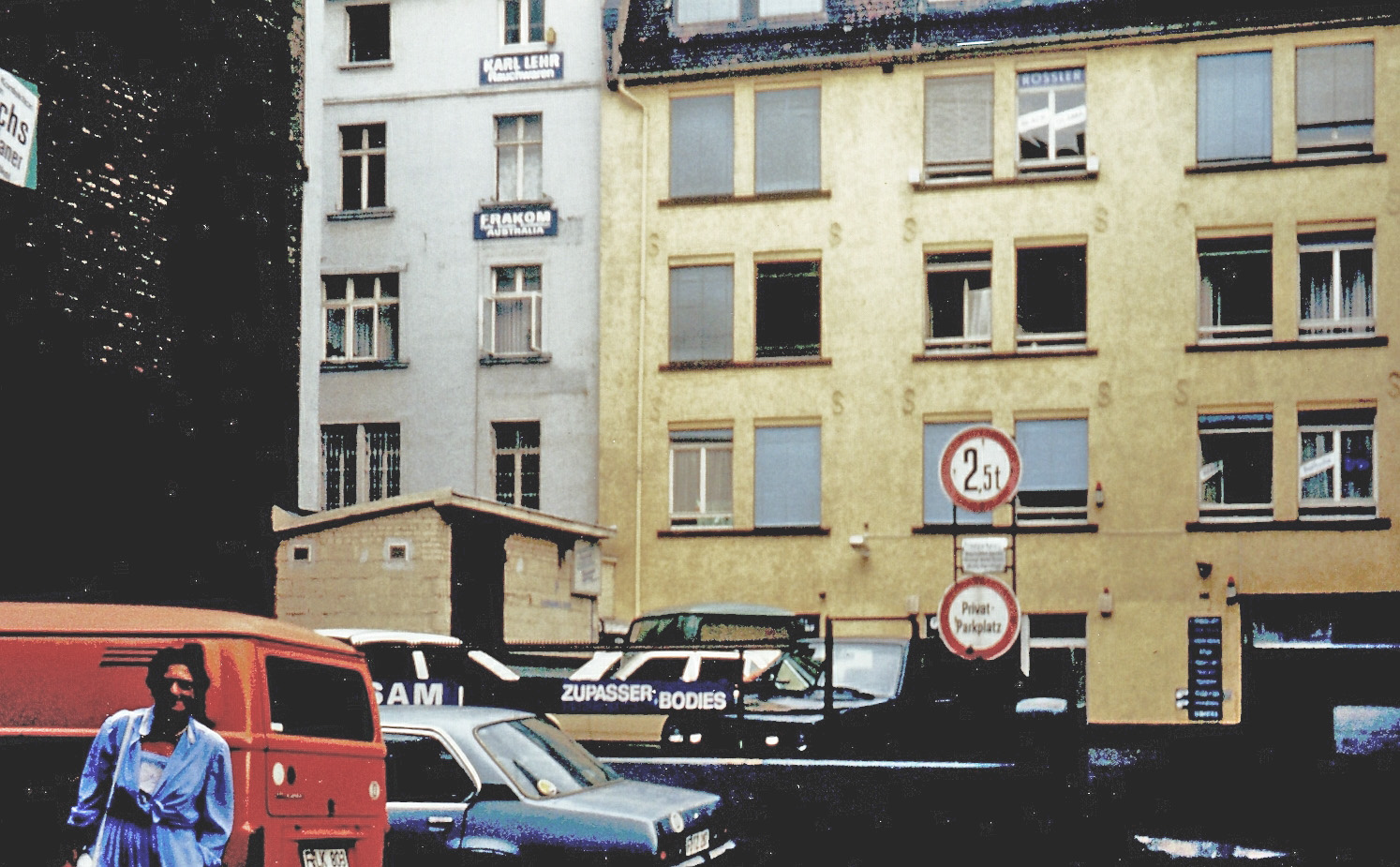
Nr. 62 und 64

Der Pelzteil der Niddastraße hatte nie den exklusiven Flair, wie man ihn von einer Branche, die mit so hochwertigen Produkten handelt, wahrscheinlich erwarten würde. Die Häuser wirkten insgesamt grau und düster, die Hinterhöfe mit bis zu zwei Hinterhäusern noch mehr. Das Geschäft boomte, Privatkundschaft war zumindest eine Zeitlang kaum erwünscht, für Äußerlichkeiten war weder Zeit noch Bedarf. Irgendwann kam die Unsicherheit hinzu, ob die Häuser nicht vielleicht abgerissen würden und ob die Pelzbranche für länger hier ihr Domizil haben würde. Für fast alle Pelzzentren der Welt war die Nähe zu den Rotlichtvierteln typisch, was weniger der Liebe der dort tätigen Damen zum Pelz geschuldet war, sondern, dass sich beide Gewerbe aus geschäftlichen Gründen gern in Bahnhofsnähe ansiedelten. Es kamen im Lauf der Jahre immer mehr Drogen- und Alkoholabhängige auf die Straße, morgens mussten die Spritzen in den Eingangsbereichen entsorgt werden. Die Anwohner wehrten sich vergebens gegen die Einrichtung einer Fixerstube in der Straße. Auf der Verkehrsinsel auf dem der Stichstraße vorgelagerten Karlsplatz befand sich als Treffpunkt der Szene eine kleine Imbissbude, die durch „eine Art Wintergarten“ erweitert worden war. Nach einer Unterschriftenaktion, adressiert an den Oberbürgermeister Wallmann, kündigte das Liegenschaftsamt der Stadt Frankfurt den Pachtvertrag mit der Henningerbrauerei ohne Angaben von Gründen. Am 1. Mai 1982 blieb die „Rauschgiftbude“ dann geschlossen.
Bereits in den 1970er Jahren begannen Überlegungen, das Pelzzentrum aus der Enge der Niddastraße zu befreien und an anderer Stelle neu zu errichten. Im Februar 1971 besuchte der anerkannte Frankfurter Architekt Richard Heil mehrere Firmen an der Niddastraße, um sich nach ihren Bedürfnissen zu erkundigen, für ein Projekt „Grüne Wiese“ im westlichen Teil Frankfurts nicht weit von der Autobahn mit einem bereits zur Verfügung stehenden Grundstück. Die voraussichtliche Monatsmiete pro Quadratmeter hatte der Rauchwarenverband schon einmal mit „auf jeden Fall unter DM 10,-“ festgesetzt. Die Bedeutung der Bahnhofsnähe nahm immer mehr ab, das meiste wurde inzwischen über den Flughafen oder mit dem LKW transportiert. Später begannen Banken und Spekulanten, im Viertel Grundstücke aufzukaufen, so dass es nicht mehr sicher war, ob die Häuser nicht irgendwann neuen Gebäuden würden weichen müssten. Anfangs sah es so aus, als ob für die Verlagerung ein weitgehender Konsens unter den Händlern zu erzielen wäre. Einen entscheidenden Schritt unternahm das große Handelshaus für Felle und Pelzkonfektion Rosenberg und Lenhart, indem es das im März 1972 bezogene R & L-Haus in der Mainzer Landstraße 65 aufgab und im Jahr 1988, 18 Jahre nach dem Projekt „Grüne Wiese“, mit zwei weiteren Betrieben der Branche in ein von ihr in der Ludwig-Landmann-Straße neu errichtetes, repräsentatives Gebäude mit einer Nutzfläche von rund 11.000 m² einzog. Vor allem wohl wegen der inzwischen etwas eingetrübten Geschäftslage hatten sich die Ansichten geändert und es folgten ihnen die Branchenkollegen nicht. Auch in der Niddastraße mussten einige Häuser Neubauten weichen, die meisten Händler kehrten nicht in die neuen Häuser zurück, manche hatten ihre Geschäftsadressen in Räume außerhalb Frankfurts verlegt.

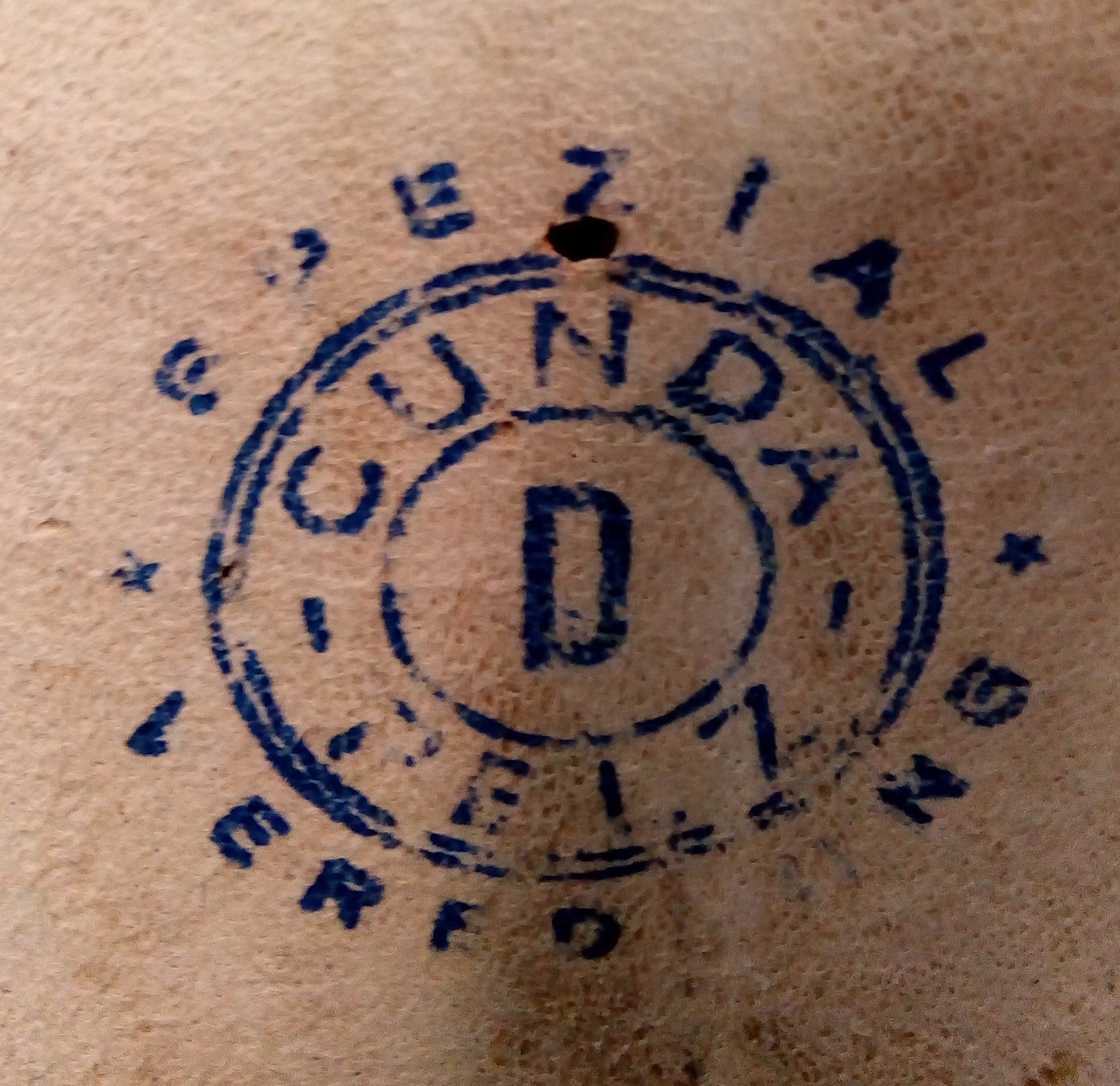
„CUNDA“ – eigener Fellstempel von C&A

Anfang der 1980er Jahre war das stete allgemeine Wachstum der Pelzbranche langsam zum Stillstand gekommen. Der Pelz war inzwischen nicht mehr das Statussymbol, das er in früheren Zeiten und als Zeichen des neuen Wohlstands auch in der Bundesrepublik war. Er war für die meisten Bürger erschwinglich geworden, C&A Brenninkmeyer war inzwischen der größte deutsche Pelzanbieter, und die Pelzdesigner hatten ein Übriges getan, den Pelz auch vom Aussehen her möglichst alltagstauglich und weniger elitär zu gestalten. Das einstmals exklusive Standessymbol war endgültig zum Massenprodukt geworden, eine Marktsättigung schien bald erreicht. Auch kam in der Textilmode eine Art „Trümmerfrauen-Look“ mit einer Abwendung von eleganter Mode auf. Dies setzte sich verstärkt mit dem „Punk-Look“ und ähnlichen, aus der Subkultur hervorgegangenen Moderichtungen fort, mit denen sogar künstlich verschlissene Kleidung für die bürgerliche Jugend in Mode kam. Die erotische Frau, zu der über viele Jahrzehnte ein glamouröser Pelz gehörte, war lange nicht mehr en vogue. Eine Reihe ungewöhnlich warmer Winter folgte. Die vegane Bewegung, die nicht nur den Verzehr von Tierkörpern, sondern überhaupt jede Nutzung von Tieren und tierischen Produkten ablehnt, bekam zunehmend öffentliche Aufmerksamkeit. Begleitet war die ohnehin schwierige Situation der Branche von massiven Demonstrationen und Aktionen von Pelzgegnern vor Pelzgeschäften und gegen Pelzträgerinnen. Alles zusammen führte zu einem Rückgang des Pelzkonsums in Deutschland, die von ihrer geographischen Lage her kälteren Länder Schweiz und Österreich folgten später. Auch in den übrigen westeuropäischen Ländern stagnierte der Pelzverbrauch oder ging zurück. Nach der Rückkehr der Pelze um die Jahrtausendwende, vor allem auch als Bestandteil von Textilkleidung, hat sich die Pelzproduktion zu ihrem überwiegenden Teil nach Asien, vor allem zur Kürschnerei in China verlagert. Auch in Kastoria, Griechenland besteht weiterhin eine wesentliche Konzentration von Kürschnereien und Pelzhändlern. Das Frankfurter Pelzviertel konnte von der Markterholung kaum profitieren, meist fehlen auch Nachfolger für die aus Altersgründen schließenden, einen hohen Kapitaleinsatz erfordernden Betriebe. Einzig das Haus Niddastraße 66–68 ist im Jahr 2014 noch komplett an Firmen der Pelzbranche vermietet, einige wenige kleinere Ansammlungen sowie einzelne Unternehmen befinden sich noch verstreut in der Nähe.
Pläne, in Frankfurt ein Pelzmuseum einzurichten, waren im März 1985 bereits soweit gediehen, als dass die Stadt der Pelzbranche auf dem linken Mainufer, dem „Museumsufer“, direkt hinter dem Städel-Museum, zu sehr günstigen Bedingungen ein Grundstück für den Bau eines vierstöckigen Gebäudes anbieten sollte. Zur Errichtung eines Branchenmuseums kam es jedoch nicht.

## Wirtschaftliche Bedeutung

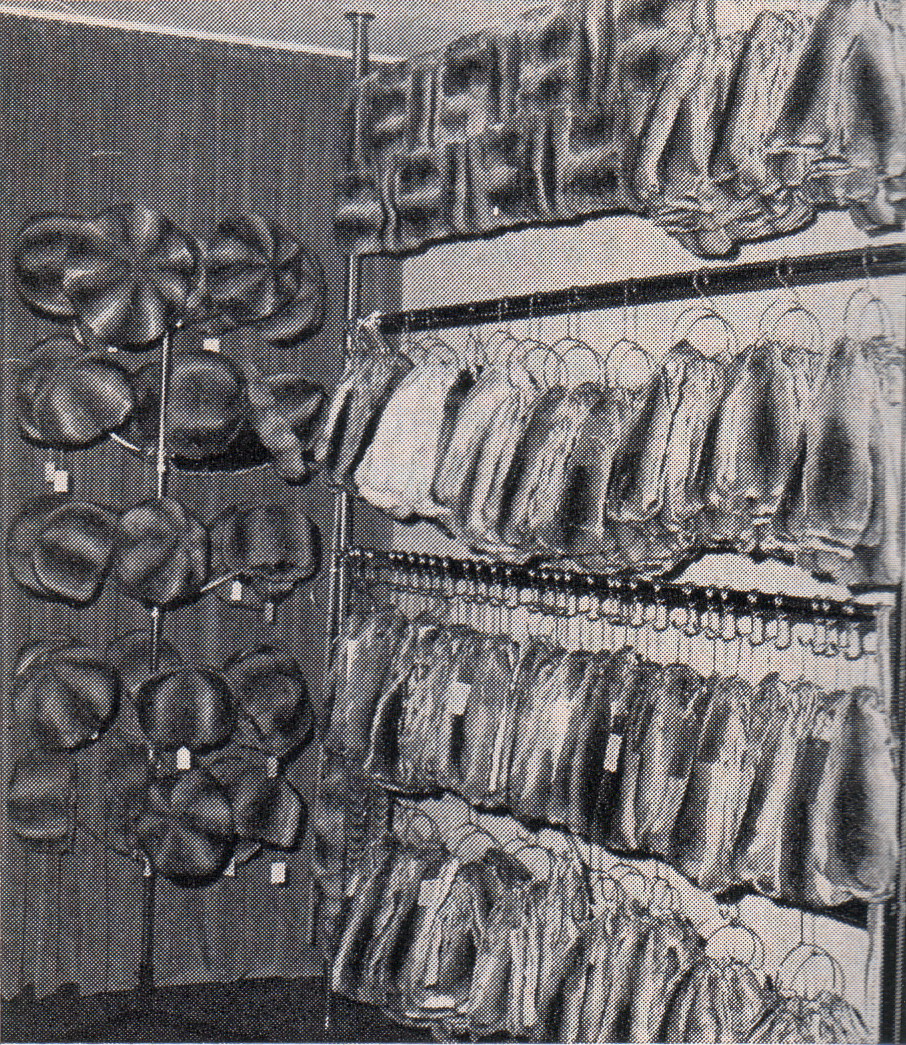
Chinchillafelle und -hüte bei der Firma Karl Eckert, Niddastraße 57 (1975)

1983 waren in Frankfurt am Main von den bundesweit 268 im Verband der Deutschen Rauchwaren-Wirtschaft vereinigten Firmen der Sparten Veredlung, Konfektion und Kommission 177, das sind 66 Prozent, in Frankfurt ansässig. Um diese Zeit waren in Frankfurter Rauchwarenunternehmen rund 11.000 Personen beschäftigt. Im erwerbsmäßig dichtesten Ortsteil, dem Frankfurter Bahnhofsviertel, stellte die Pelzbranche 45,6 Prozent aller Beschäftigten. Mit einem Umsatz von 536 Millionen trugen die 356 deutschen Betriebe des Rauchwarenhandels und der Pelzkonfektion knapp 10 Prozent zum Sozialprodukt der Stadt bei. Innerhalb der deutschen Rauchwarenwirtschaft war Frankfurt damit der unbestrittene Dreh- und Angelpunkt der deutschen Rauchwarenwirtschaft geworden. 65 Prozent aller weltweit frei gehandelten Fellwaren nahmen zu der Zeit in irgendeiner Form den Weg über Frankfurt am Main.
Das Fachadressbuch des deutschen Kürschnerhandwerks von 1983, der „Winckelmann“, verzeichnet von den insgesamt 524 eingetragenen deutschen Rauchwaren-Manipulanten allein in Frankfurt am Main/Stadt 266, das sind 50,74 Prozent. Zusammen mit den 23 in der näheren Umgebung Frankfurts ansässigen Betriebe sind das 54,9 Prozent. Betrachtet man nur die im Verband der deutschen Rauchwaren- und Pelzwirtschaft („Rauchwarenverband“) organisierten Unternehmen war das Verhältnis mit 135 : 200 (ohne West-Berlin) oder 67,54 Prozent noch deutlicher zugunsten Frankfurts. 9 auswärtige Unternehmen hatten Vertretungen und Verkaufslager im Niddastraßenviertel. Die Frankfurter Firmen wiederum unterhielten 18 Filialen und Lager in den Unterzentren Berlin, Köln, München und der „Provinz“, 7 hatten zusätzlich eigene Vertretungen im Ausland.
Die Lagerhaltung des deutschen Rauchwarengroßhandels wurde 1983 auf 1 bis 1,1 Milliarden DM geschätzt, davon im Frankfurter Pelzviertel etwa 800 Millionen. Die Obergrenze der Lagerhaltung deutscher Firmen wurde mit 25 bis 30 Millionen angenommen, der Durchschnitt mit 2 bis 3 Millionen.
Nachdem die Bundesrepublik jahrelang der Hauptverbraucher für Pelz war, rangierte sie 1983 bei den Importen zusammen mit Italien noch auf dem dritten Platz, hinter den USA und Japan. 4/5 des Rauchwaren-Importvolumens entfielen dabei auf Frankfurt, woran der Rhein-Main-Flughafen einen erheblichen Anteil hatte. Da Deutschland kaum ein eigenes Aufkommen an Rohware hat, muss fast alles eingeführt werden. 1983 wurden für 757,3 Millionen DM rohe und veredelte Felle vom Frankfurter Rauchwarengroßhandel importiert und manipuliert. Der wertmäßig weitaus größte Teil kam aus Skandinavien (Schwerpunkt Nerze), gefolgt von den USA (Schwerpunkt Nerze und Wildware), der UdSSR (Schwerpunkt Persianer und Wildware), Kanada (Schwerpunkt Nerze und Wildware), Süd- und Südwestafrika (Schwerpunkt Persianer) sowie Großbritannien (Zwischenhandel), für bestimmte Artikeln traten auch noch weitere Länder hervor.
1983 belief sich das deutsche Rauchwaren-Exportvolumen auf 657,5 Millionen DM, wovon 44 Millionen auf Rohfelle entfielen (durch die eingerechneten Lohnwerte können sich bei den Zahlen Verzerrungen ergeben). Der Anteil der Frankfurter Großhandelsfirmen wurde als mit „80 Prozent sicherlich nicht falsch angegeben“ geschätzt. Der Exportanteil betrug sogar 95 Prozent. Ein erheblicher Teil im Wert von 311 Millionen DM ging in das Pelzverarbeitungsland Griechenland, ungefähr sechsmal so viel wie ins ganze übrige Europa.

### Die Unternehmen, Warenabwicklung
Nach den ersten Fellhändlern und Pelzkonfektionären siedelten sich andere Zweige der Pelzbranche im Umfeld der Niddastraße an. Ein Teil der Betriebe war zudem selbst mehr oder weniger stark vertikal strukturiert, im Lauf der Jahre im Einzelfall sogar beim Großhändler vom Felleinkauf über die eigene Produktion bis zu eigenen Pelzgeschäften. Deren Einzelhandelsgeschäfte hatten allerdings oft nicht den gleichen Namen wie ihre Stammfirmen, um die direkte Konkurrenz gegenüber dem restlichen Einzelhandel nicht allzu auffällig zu machen. Insbesondere waren einige größere Pelzveredlungsunternehmen gleichzeitig im Fellhandel und zum Teil auch noch als Konfektionäre tätig.
Ein kleiner Teil der Ware durchlief den gesamten Handelsprozess am Frankfurter „Brühl“, vom Einkauf der Rohfelle über alle Zwischenstufen bis zum Verkauf des fertigen Pelzes an den Verbraucher oder die Verbraucherin.

#### Der Fell- oder Rauchwarenhändler

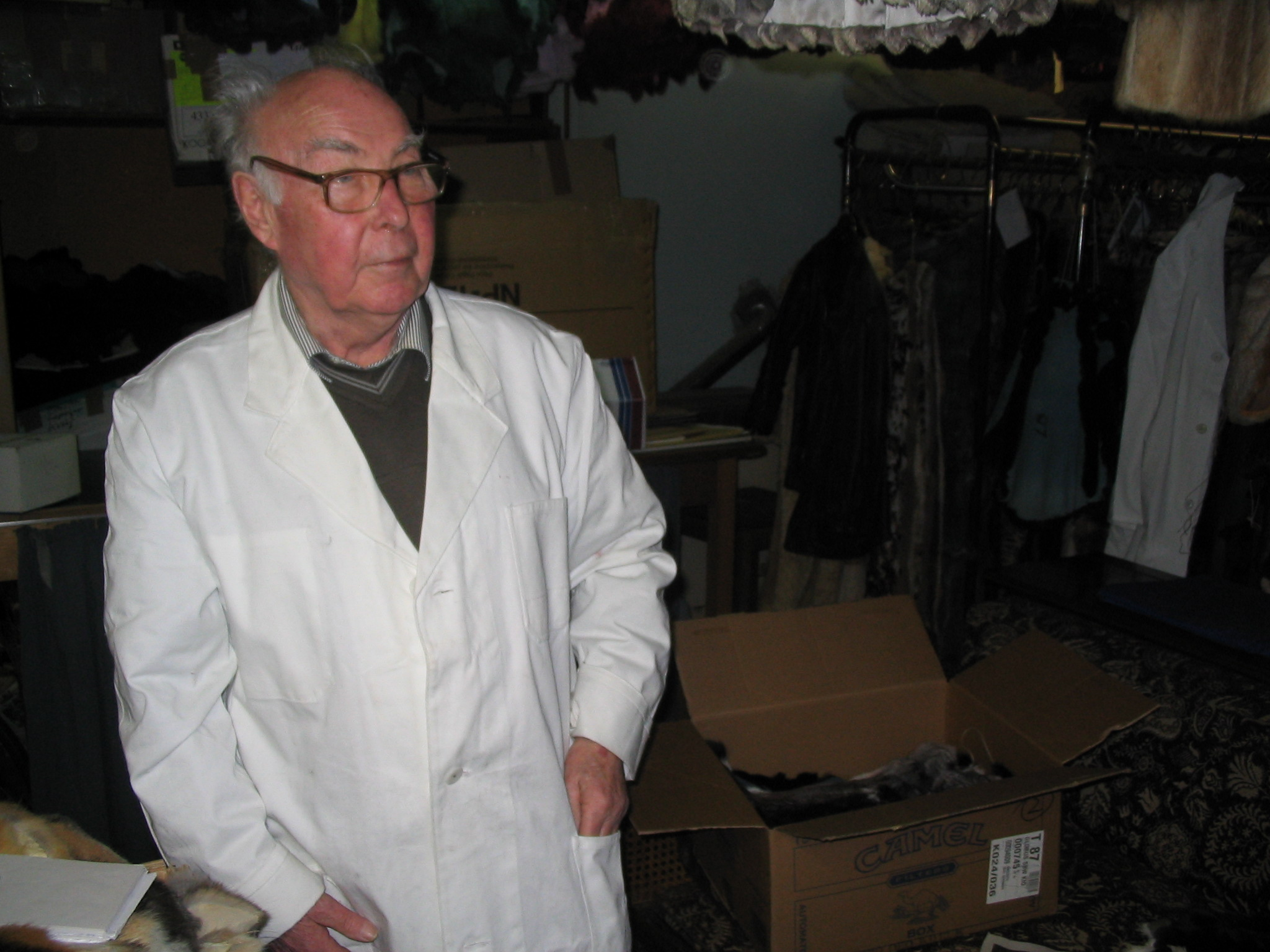
Kaninfellhändler Wolfgang Czech, Rauchwarenkaufmanns-Lehre in Leipzig, seit 1955 in der Niddastraße, ging 2016 in den Ruhestand (2009)

Als Rauchwarenhandel im engeren Sinn wird meist nur der Fellhandel bezeichnet. Er ist das erste Glied der im Niddastraßenviertel vertretenen Handels- und Produktionskette. Die Verbindungen und Einkaufsreisen des Sortimentshändlers und Manipulanten bestehen und gehen zu den Züchtern, Aufkäufern und Trappern aller pelzliefernden Länder. Nur selten führt ein Fellhändler jedoch das gesamte, sehr breit gestreute Angebot der meisten Fellarten. Manche haben nur sehr wenige Sorten im Angebot, häufig mit Fellen aus bestimmten Gegenden, mit denen man besondere Geschäftsbeziehungen unterhält (beispielsweise Russland, China oder Südamerika). Andere gelten als Spezialisten gängiger, sogenannter Stapelartikel wie Persianer oder Nerz, wieder andere zum Beispiel befassen sich vorwiegend mit Langhaarfellen, die vor allem von der Besatzindustrie gekauft werden. Persianer und Nerze werden vom Zwischenhandel – in Konkurrenz mit einigen Einzelhandelsketten und größeren Kürschnereien – fast ausschließlich auf internationalen Auktionen ersteigert, andere Fellarten auch von Sammlern oder Zwischenhändlern in den Ursprungsländern erworben. Zwei oder drei Frankfurter Händler besaßen eigene Pelztierzuchten, so die Firma Thorer für Karakulschafe (Swakara-Persianer) in Namibia, die dort unter ihrer wesentlichen Mithilfe heimisch gemacht worden waren.
Die Felle werden entweder roh oder bereits gegerbt eingekauft, das geschieht anfallbedingt hauptsächlich im Winter bis zum Jahresanfang. Ein erheblicher Teil der Felle wird roh weiter gehandelt, so dass der Kunde, Kürschner (1985 = 60 Prozent) oder Konfektionär (1985 = 15 Prozent) die Felle zurichten und veredeln lässt, ein Teil geht an andere, meist kleinere Rauchwarenhändler. Etwa ein Viertel der während der Pelzmesse verkauften Ware ging in das Ausland. Die nicht roh verkauften Felle werden zum Pelzzurichter weitergereicht, falls sie nicht aus dem Einkaufsland direkt dorthin verschifft wurden. Der Teil der Felle, der einer weiteren Veredlung, wie zum Beispiel Färben, Scheren oder Rupfen, unterzogen werden soll, muss je nach Eignung nach dem Zurichten aussortiert werden. Zum Sortieren der Felle wird möglichst Tageslicht oder tageslichtähnliches Licht gewünscht, deshalb waren die Wände und Vorhänge öfter in blau gehalten, in Leipzig es hieß noch, „die Brühlfarbe ist blau“. Da die Felle weitgehend im gleichen Zeitraum eintreffen, sind die Zurichtungs- und Veredlungsbetriebe um diese Zeit voll ausgelastet, und das teure Kapital liegt oft für einen längeren Zeitraum fest. Spätestens zur Pelzmesse in Frankfurt, die in der Zeit März/April stattfand, wollte der Handel die Felle jedoch anbieten und der Konfektionär sogar schon seine Mustermodelle vorführen.
Die kurze Saison, in der die Kürschnergeschäfte das investierte Warenkapital realisieren konnten, wenn die Saison erwartungsgemäß verlief, führte dazu, dass die Großhändler ihnen langfristige Zahlungsziele einräumen mussten, um verkaufen zu können. Das bedingte ein ganz besonderes Vertrauensverhältnis zwischen Groß- und Einzelhändler. Der Vertragsabschluss erfolgte Anfang der 1950er Jahre meist noch durch Handschlag, „wobei die Sitte bestand, den Hut aufzusetzen, soweit dies zur Kenntlichmachung des Chefs nicht schon vorher der Fall war“. Trotz der anfangs noch häufigen Verwendung von Wechseln waren Zahlungsziele von über einem Jahr keine Seltenheit. Da der Großhandel auf der Beschaffungsseite keinen Kredit erhielt, musste er sich um Bankkredite bemühen, zumindest zur Überbrückung in der angespanntesten Zeit.
An den Fellbunden der Rauchwarenhändler und den Fertigpelzen der Konfektionäre befinden sich Etiketten, die Informationen über die Lagernummern und den erwünschten Verkaufspreis der Ware enthalten, heute in der Regel zusätzlich mit dem Barcode versehen. Um dem Verkäufer ohne Nachzuschlagen den angestrebten Verkaufspreis zu zeigen, ihn aber nicht dem Kunden zu offenbaren, wird er mit einem Kode verschlüsselt, häufig ein Wort aus der Branche, zum Beispiel „BLAUFÜCHSE“. Das B steht hier für die 1, das „L“ für die 2 usw. und das „E“ für die Null. Stammkunden kennen häufig den Schlüssel, auch machten sich die Niddastraßenlehrlinge und manche Kürschner einen Sport daraus, möglichst von allen ihrer Mitbewerber oder Lieferanten die Kodewörter zu enträtseln, um die Preise selbst ablesen und überprüfen zu können.
136 der in der Stadt ansässigen 266 Frankfurter Pelzgroßhändler (51,1 Prozent) und 148 von 288 (51,4 Prozent) im Großraum Frankfurt betrieben um 1985 gleichzeitig einen Konfektionsbetrieb oder waren im Fachadressbuch mit beiden Sparten eingetragen. Die 136 innerstädtischen Mischbetriebe (das waren 70, 8 Prozent der Frankfurter Konfektionsbetriebe) befanden sich ausnahmslos in den Räumen ihrer Großhandels-Mutterfirmen, zumindest aber im selben Haus.
Eine bedeutende Rauchwarenhandlung am Platz war die Firma Mayer & Cie., Zürich mit ihrer Niederlassung in der Düsseldorfer Straße 1–7, in den späten sechziger und den siebziger Jahren mit Jahresumsätzen in dreistelliger Millionenhöhe. Sie gründete auf dem Vermächtnis von Bernhard Mayer (* 1866; † 1946). Mayer war vor dem Zweiten Weltkrieg neben seiner Tätigkeit als Rauchwarenkaufmann ein bedeutender Kunstsammler und ein Finanzier verschiedener Unternehmen der Pelzbranche. Seine Nachkommen taten es ihm gleich, von einigen Firmen hieß es, sie seien von den Erben Merzbacher finanziert. Ein Teil der bedeutenden Kunstsammlung, unter anderem mit wichtigen Werken von van Gogh, Renoir, Cézanne, Matisse und Picasso wurde bisher nur zwei- oder dreimal in Ausstellungen gezeigt. Werner Merzbacher stellte 2004 den Zusammenhang seiner beiden Aktivitäten her, für seine stark farborientierte Kunstauswahl gilt: „Wenn man Pelzfachmann ist, muss man einen scharfen Blick für geringe Farbnuancen haben – und den habe ich.“ Vor 2000 folgte das Unternehmen den veränderten Produktions- und Absatzmärkten und verlegte seine Hauptaktivität nach Hongkong, dann zunehmend in den boomenden Großraum von Shanghai. Die Firmenleitung befindet sich in Zug in der Schweiz, in Zürich betreibt man einen zusätzlich zum Großhandel einen Pelzladen in bester Geschäftslage.
Die Firma Ofra, zeitweilig auch als Konfektionsbetriebs tätig, war bis 2014 vor allem ein Spezialist für die hauptsächlich von der Textilkonfektion benötigten Besatzfelle, das sind meist langhaariges Pelze, und Felltafeln für Pelzinnenfutter. Sie entstand ursprünglich als ein Schwesterbetrieb der Murrhardter Pelzveredlung – MPV.
Seit 1987 ist der Inhaber von Uhlig Rauchwaren GmbH, Niddastraße 66–68 der Rauchwarenkaufmann Hans-Josef Braun (2020), wo er 30 Jahre zuvor bei Uhlig & Co. auch seine Lehre begonnen hat. Er war Vorstandsmitglied des Deutschen Pelzverbandes und späteren Pelz-, Groß- und Außenhandelsverbandes und damit auch Teil des Aufsichtsrates der Fur & Fashion Frankfurt Messe GmbH. 2017 wurde er zum Schatzmeister des Pelz-, Groß- und Außenhandelsverbandes gewählt. Die Firmentradition geht auf die Familie Uhlig zurück, die bereits im 19. Jahrhundert in Osteuropa in der Pelzbranche tätig war. Im Jahr 1920 eröffnete der Vater von Theo Uhlig eine Pelzhandelsgesellschaft in Leipzig; am 1. März 1950 begann Theo Uhlig (* 1921) das Geschäft in Frankfurt. Die Inhaber waren seit jeher als Einkäufer und Kommissionäre weltweit auf allen Auktionen tätig.

#### Der Pelzzurichter und der Pelzveredler

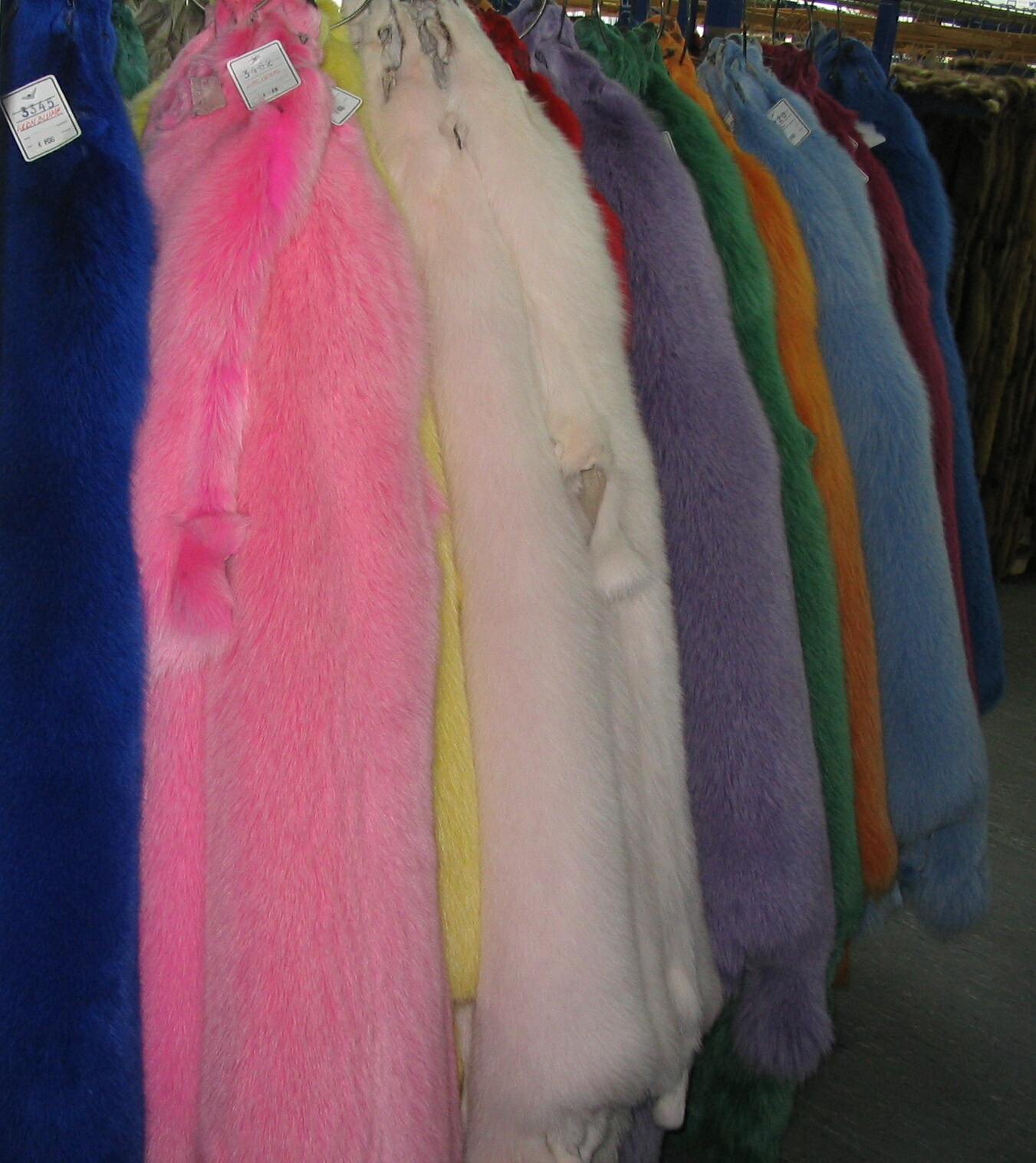
Shadow Fuchsfelle in Modefarben bei der Ofra (2009)

Jedes Fell gelangt am Anfang seines Werdegangs zum Pelz zum Pelzzurichter, der in einer Art Gerbung aus dem nur konservierten Rohfell ein dauerhaftes und für Bekleidungszwecke geeignetes Pelzfell herstellt. Eine darüber hinausgehende Veränderung des Fells ist die Aufgabe des Pelzveredlers, überwiegend werden beide Prozesse von denselben Betrieben vorgenommen.
Während sich um das Leipziger Pelzzentrum Brühl früher die meisten und die bedeutendsten deutschen Pelzzurichtungs- und Veredlungsfirmen angesiedelt hatten, waren es im Frankfurter Zentrum im Jahr 1985 nur acht, das waren immerhin doch 28,6 Prozent der bundesdeutschen Betriebe. Die Art der Arbeit verlangte zu der Zeit noch einen fließwassernahen Standort, das wasserreiche Rhein-Main-Gebiet war dafür durchaus geeignet. Hatte sich eine Firma aber in den ersten Nachkriegsjahren für einen anderweitigen Standort entschieden, war es aus Kostengründen kaum noch sinnvoll, ihn später näher nach Frankfurt zu verlegen. Der Frankfurter Platz war jedoch so wichtig, dass acht auswärtige und ein Offenbacher Unternehmen Büros im Pelzviertel unterhielten. Hinzu kamen zwei Firmen, die ohnehin durch ihre Rauchwarengroßhandlungen hier vertreten waren und eine belgische und eine französische Firma, die sich durch einen Großhändler vertreten ließen.
In den besten Zeiten des Leipziger Brühl wurde 80 bis 90 Prozent der Weltrohfellernte in Deutschland veredelt. 1983 waren es wegen der inzwischen erfolgten Verlagerung der Zurichtung in Billiglohnländer und qualitativ starker Konkurrenz in Amerika noch etwa halb so viel, davon entfielen 40 Prozent auf Frankfurter Firmen.

#### Der Sortierer

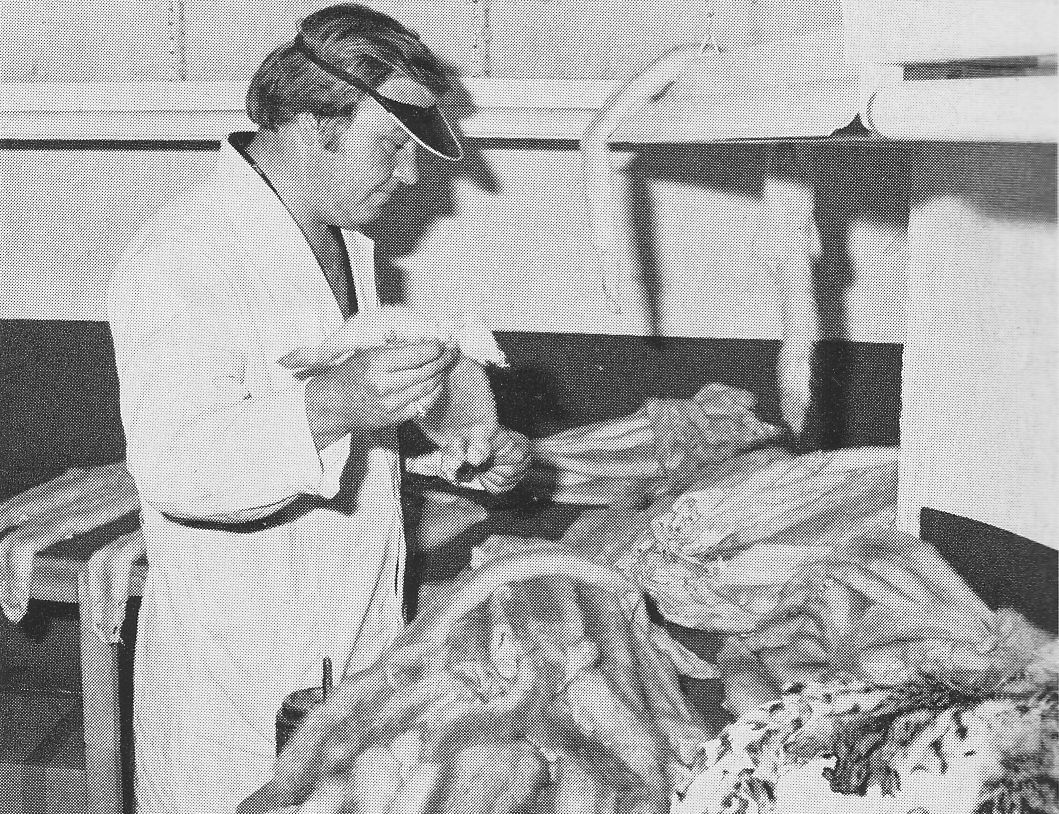
Rauchwarenhändler Henry Beck sortiert selbst (1973)

Fellhändler beschäftigen für das Zusammenstellen der Kürschnersortimente Sortierer, nur sehr große Firmen haben dafür eigene Angestellte, lediglich etwa 5 Prozent der Fellbunde wurden in den eigenen Räumen sortiert. Kleinere Mengen werden auch von den Mitarbeitern zwischendurch erledigt. Klein- und Mittelbetriebe sind nicht in der Lage, eine Sortierkraft rentabel das ganze Jahr über auszulasten. Zudem ist der Platzbedarf für den Arbeitsprozess recht erheblich.
Meist ist der Sortierer als Ein-Mann-Betrieb selbständig und arbeitet für verschiedene Auftraggeber. Um 1985 gab es etwa 12 Sortierer in Frankfurt.
Kommen die Felle aus der Zurichtung oder Veredlung, sind sie in der Regel bereits nach Größen und Qualitäten und Farben geordnet eingekauft worden. Die Aufgabe des Sortierers ist es jetzt, aus hunderten oder tausenden von Fellen möglichst gleichmäßige, „reine“ Kürschnersortimente für jeweils einen Mantel oder eine Jacke herzustellen und dabei trotzdem so wenig wie möglich Restfelle übrig zu behalten. Je mehr Felle er von einer Sorte bekommt, desto „sauberer“ werden die Bunde. Die für den Verkauf bestimmten Sortimente werden gebündelt, und zwar dergestalt, dass das Bund beim Durchblättern durch den späteren Kunden einen möglichst einheitlichen Eindruck macht. Oben und unten wird bei Lammfellen (Persianer, Indisch Lamm und ähnlichen) ein möglichst großes Deckfell gelegt, den Abschluss der Verschnürung an Vorderpfoten und am Kopf bildet ein Henkel zum Aufhängen des Bundes. Bei ganz wertvollen Fellen wurden die Bunde manchmal mit einer dem Fell angepassten Leinenabdeckung versehen. Zusätzlich werden die Lammfelle häufig in den Kopfpartien durchstochen, unter die Knoten wird jeweils ein rundes Lederplättchen gelegt. Nerze und ähnliche Felle werden im Kopf gebündelt, eventuell mit dafür vorgesehenen Lochscheiben. Ganz kleine Felle wurden nur zusammengebunden, sie kommen heute jedoch fast ausnahmslos als vorgefertigte Tafeln in den Handel.

#### Der Rauchwaren-Kommissionär

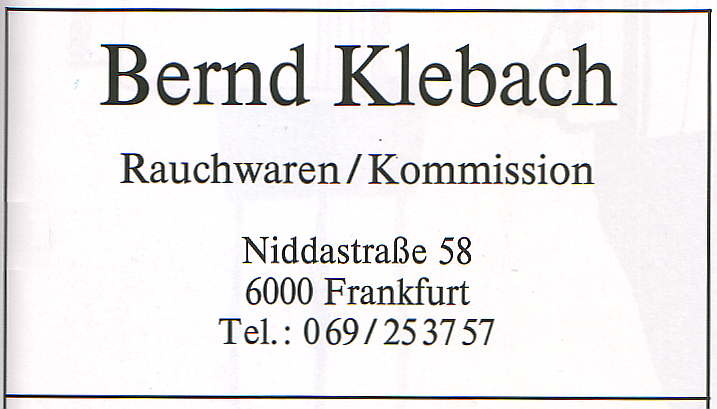
Anzeige aus dem Jahr 1992 des Rauchwaren-Kommissionärs Bernd Klebach († 2008), Verfasser des Buches Der Brühl, die Niddastraße, das Pelzzentrum

Rauchwaren-Kommissionäre haben den Marktüberblick, sie vermitteln die Geschäfte zwischen Kürschnern, Einzelhändlern, Einkäufern der Kaufhäuser und den Konfektionsbetrieben. Juristisch ist der in der Pelzbranche gebräuchliche Name falsch, denn die Tätigkeit des Rauchwaren-Kommissionärs entspricht eher der eines Handelsmaklers oder Vertreters, das heißt, er tritt im Namen seines Kommittenten (Auftraggebers) als Vermittler oder Bevollmächtigter bei Warentransfers auf, übernimmt dabei aber keine eigene Verpflichtung.
47 der 52 im Rauchwarenverband organisierten Kommissionsbetriebe waren um 1985 in Frankfurt ansässig. Neben einer Vielzahl deutscher Firmen am Ort oder außerhalb vertraten sie wichtige ausländische und internationale Rauchwaren-Handelshäuser, das Gros der Betriebe war allerdings auch im Großhandel tätig.
Aufgrund ihrer Übersicht über die Felllager sind sie in der Lage, auch schwierige Zupasser – das sind für Reparaturen oder Umgestaltungen alter Pelze benötigte Felle – für ihre Kürschnerkundschaft zu beschaffen. Für ihre Arbeit erhalten sie eine Courtage von 2 bis 5 Prozent, für die aufwändigen Zupasser, die sie meist auf eigene Rechnung abwickeln, auch mehr. Insbesondere hierfür halten sie oft auch eigene Lagerbestände vorrätig. So wie ausländische Firmen sich durch Frankfurter Firmen und Kommissionäre in Deutschland vertreten ließen, waren auch die Frankfurter Firmen in den ausländischen Märkten durch Kommissionäre präsent.
Um die Schwierigkeiten der Zupasserbeschaffung zu beheben, wurde vom Zentralverband des Kürschnerhandwerks im Jahr 1970 eine Sammelstelle für Restfelle bei der Firma Werner Loh, Niddastraße 56 eingerichtet. Hier konnten die Kürschner ihre bei der Verarbeitung übriggebliebenen Felle gegen eine Gebühr in Kommission geben.
Manche Kunden, insbesondere Kürschnerkunden, bedienen sich der Kommissionäre auch bei Direkteinkäufen auf den Auktionen. Das erspart ihnen Zeit und Reisekosten, außerdem nutzen sie deren Material- und Abwicklungskenntnisse. Für viele Kleinauftraggeber wird dadurch der Einkauf direkt ab Auktion der Züchtergemeinschaften überhaupt erst möglich.

#### Der Zwischenmeister
Die Konfektionsfirmen benötigten Kürschner, in der Branche Zwischenmeister genannt, die sich mit ihren Werkstätten im Niddastraßenviertel, wegen der günstigeren Mieten auch im Umland ansiedelten. Die wenigen deutschstämmigen Lohnkürschner befanden sich eindeutig im Westen des Pelzzentrums, während die ausländischen (93 Prozent!) dem Osten den Vorrang gaben. Das Eindringen in das Vergnügungsviertel geschah vor allem durch die griechischen Pelzwerker.
Die mehr industrielle Pelzanfertigung des in der Regel in der Art des Stücklohns beschäftigten Zwischenmeisters unterscheidet sich nicht sonderlich von der Tätigkeit des Detailkürschners, immer bedingt sie sehr viel Handarbeit. Das in Form, Farbe und Struktur sehr unterschiedliche Naturmaterial verhindert eine größere Mechanisierung. Die Anzahl gleichartiger Produkte, gleiche Modelle aus gleichen Fellarten, ermöglichen in der Konfektion jedoch trotzdem eine gewisse Rationalisierung. Außerdem entfallen dort einige, den fertigen Pelz verfeinernde Arbeiten, schon wegen Zwangs des Zwischenmeisters, seine Arbeit zu einem möglichst geringen Stückpreis anbieten zu müssen. Während der Detailkürschner vielleicht versucht, ein handwerklich besonders perfektes Teil zu liefern, ist der Maßstab des Zwischenmeister, es durch die Abnahme beim Konfektionär zu bekommen. Trotz der ähnlichen Arbeit liegen letztlich die Produktionszeiten in den Zwischenmeister-Betrieben pro Teil erheblich unter denen des Einzelstücke und Maßarbeit fertigenden Kürschners, je nach Art der Arbeit unterschiedlich viel. In der Regel beschäftigen auch die kleinen Betriebe, in denen nur der Chef die klassische Kürschnerarbeit ausführt, gelernte Arbeitskräfte für die Näharbeit. Große Firmen spezialisieren die Arbeitsvorgänge noch weiter und setzen für einige Arbeitsschritte angelernte Arbeiter ein.

#### Der Pelzreiniger

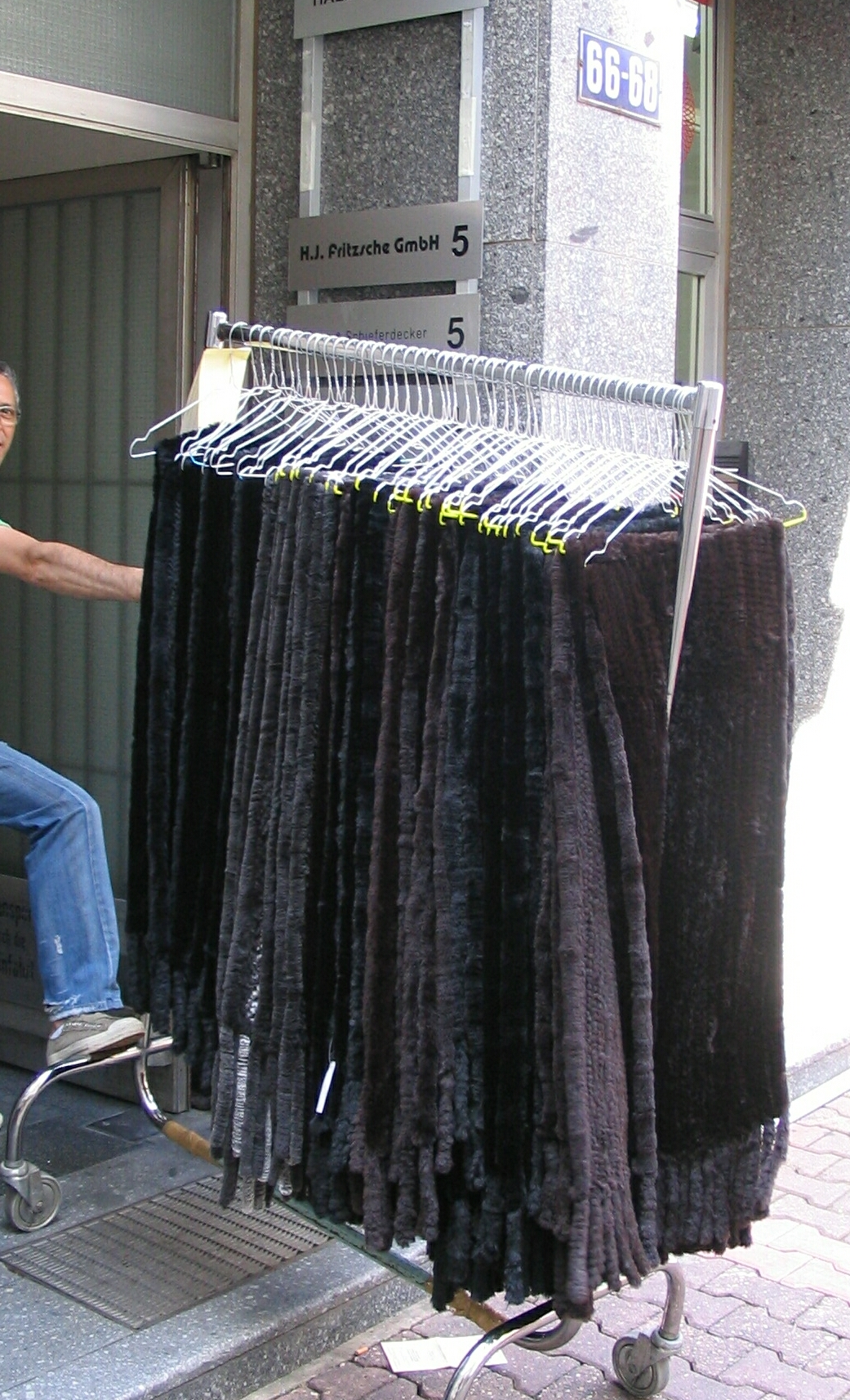
„Gefinishte“ Pelzschals aus China, Abholung per Rollständer vom Pelzreiniger (2009)

Während dem Pelzreiniger normalerweise die Pflege getragener Pelze obliegt, bestand die Aufgabe der Firma Prima Finish in der Niddastraße hauptsächlich im Finish gerade fertigstellter Konfektion oder im Auffrischen verdrückt angelieferter Ware. Inhaber des 24. Oktober 1983 gegründeten Unternehmens ist der im Alter von elf Jahren aus Piazza Armerina auf Sizilien gekommene Giuseppe Barresi (* 28. Oktober 1960). Seit 1974 in der Pelzbranche, machte er sich bei Thorer-Cleaning ein halbes Jahr lang mit der Pelzreinigung vertraut. Als der Firmeninhaber Springsgut von Prima Finish. starb, erwarb er das Unternehmen. Sein hauptsächlicher Partner Gregori Apostolidis war 2017 aus dem 2024 noch bestehenden Unternehmen ausgeschieden.
Mit Läuter- bzw. Schütteltonnen werden die losen Schnitthaare entfernt, Dampf-Steamer und Bügelmaschinen bringen das Haar wieder in ein verkaufsförderndes, optisch vorteilhaftes Aussehen. Neuere Betätigungsfelder sind daneben die Reinigung von textiler Bekleidung mit fest verbundenem Pelz durch Kohlenwasserstoff-Lösemittel sowie die Reinigung von Leder- und Lederbekleidung.
Pelz-Clean, 1965 mit der Verwaltung in der Niddastraße 60, hatte sein Werk in Ettenheim („Altdorf/Lahr“). Weitere ansässige Firmen waren um 1997 Alexander Pelzreinigung, American Soft & Carefull Finish, Best Pelz Finish, außerdem benachbart, mit Filialen in drei deutschen Städten und West-Berlin, der Thorer-Ableger Thorer-Cleaning in Offenbach.

#### Der Pelzkonfektionär

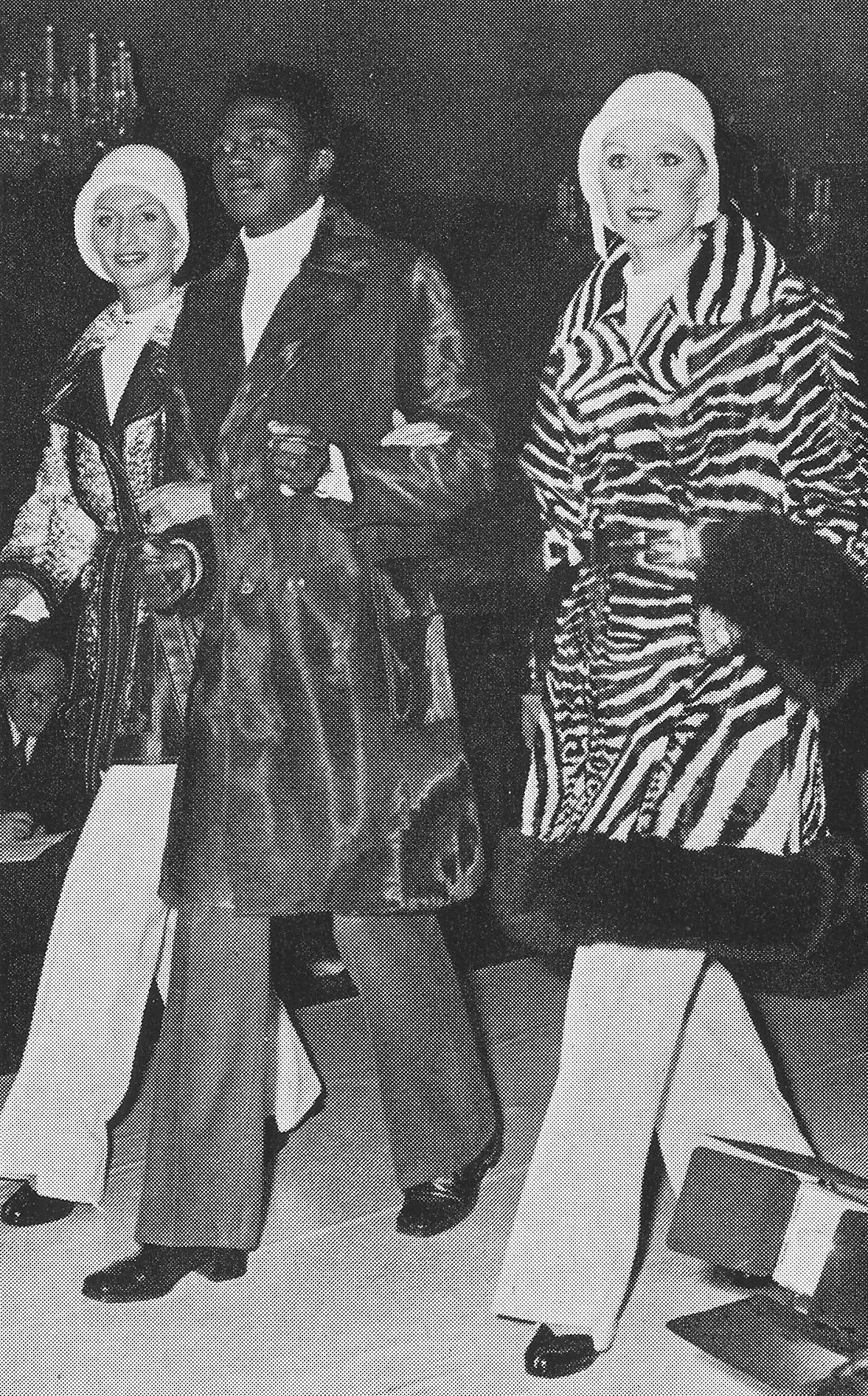
Gemeinschaftsmodenschau der Frankfurter Pelzkonfektionäre (1973)

Die Pelzkonfektionsfirmen arbeiten fast ausschließlich auf Bestellung. Anfang des Jahres werden die von Designern entworfenen Musterteile produziert, nach denen vor allem auf den Messen und bei Vertreterbesuchen vor Ort Aufträge vom in- und ausländischen Einzelhandel angenommen werden. Da die Felle, insbesondere bei Wildware, sehr unterschiedlich ausfallen, setzt das ein gewisses Vertrauen bei der Kundschaft voraus, dass die georderten Teile später auch in etwa dem Muster entsprechen. Dank den Möglichkeiten der schnellen Fotografie lassen sich Abweichungen der Lieferungen heute auch einfach belegen. Sie sind, insbesondere bei schlechtem Geschäftsgang beim Einzelhändler, nicht so selten ein vielleicht nur vorgeschobener Grund für die Nichtabnahme eines oder mehrerer Konfektionspelze. Ein, über längere Zeit recht bedeutender, eigener Zweig der Pelzkonfektion ist die Pelzhutherstellung. Etliche Pelzhut-Großhandelsfirmen mit eigener Produktion und kleinere Pelzhutmodisten hatten ihre Räume vor allem in den oberen Etagen der Niddastraße.
Die Herstellung von Pelzkonfektion geschieht entweder in eigenen Werkstätten oder bei den Lohnverarbeitungsbetrieben, den Zwischenmeistern. Wenn überhaupt erfolgte im eigenen Haus meist nur der Entwurf und die Zusammenstellung der Musterkollektion. 1983 hatten in Frankfurt nur 15 Firmen eigene Werkstätten, mit abnehmender Tendenz. 70 Prozent ihrer Umsätze erzielten die Betriebe im Jahr 1982 mit Artikeln unterer oder mittlerer Qualität, die in Billiglohnländern wie Taiwan, Hongkong und Griechenland (rund 80 Prozent der ausländischen Produktion) in Lohnarbeit hergestellt wurden. Bei der Verarbeitung in Griechenland konnte gegenüber Deutschland pro Teil 50 bis 100 DM eingespart werden.
Anfang der 1960er Jahre gab es noch kaum deutsche Pelzkonfektionäre, dafür aber eine ganze Menge von Pelzwerkstätten, die für die Industrie Besätze anfertigten. Anfang der 1970er Jahre konnten sie nach dem Rückgang der Pelzbesätze für die Damenoberbekleidung durch den Beginn eines Pelzbooms meist problemlos in reine Pelzkonfektionsunternehmen oder zumindest in Pelzproduktionswerkstätten umgewandelt werden. Im Frankfurter Raum waren im Jahr 1983 von 443 bundesdeutschen und West-Berliner Konfektionsfirmen allein 192 (43,3 Prozent) in Frankfurt/Main-Stadt und 221 (49,9 Prozent) im Großraum Frankfurt angesiedelt. Hinzu kamen 105 Konfektionsfirmen für Pelzkopfbedeckungen, so dass sich die Zahl für Frankfurt auf 240 beziehungsweise 286 belief (43,8 bzw. 52,2 Prozent). Auch hier war das Pelzviertel am Bahnhof der bevorzugte Standort, in dem Straßendreieck befanden sich 102 Betriebe, in dessen Nachbarschaft noch einmal 77. Eine besondere Häufung von Konfektionsbetrieben bestand in den Häusern Moselstraße 46–48 und Taunusstraße 52–60. Hier befanden sich 22 der insgesamt 75 Betriebe, meist mit ausländischen Inhabern. Bis auf eine kleine Ansammlung von 11 Firmen in fünf aufeinanderfolgenden Häusern auf der Nordseite des nordöstlichen Teils der Niddastraße waren die restlichen Konfektionäre ziemlich gleichmäßig über das übrige Pelzviertel verteilt.
Einer der ganz großen Händler war Nachman Daitsch (* 15. Juli 1907 in Litauen; † 10. September 1983), der nach einem kometenhaften Aufstieg seinen Betrieb bis zu einer bis dahin nicht bekannten Größe gebracht hatte. Mit 17 Jahren hatte er sich als Rauchwarenkaufmann in Litauen selbständig gemacht, 1950 kam er, nach einem kriegsbedingten Neubeginn zuerst in München, nach Frankfurt in die Niddastraße, Mitte der 1970er Jahre hatte er den 100-Millionen-Umsatz erreicht. Die Firma ging ebenso spektakulär wie ihr Aufstieg war unerwartet in Konkurs. Im September 1983 wurde Nachman Daitsch im Alter von 76 Jahren beim Überqueren der Taunusstraße vom Auto angefahren und tödlich verletzt.
Am 10. März 1969 zog die Firma Heinz Nitsche, Stammsitz und Werkstätten im Rheinland in Korschenbroich, von der Karlstraße 16 in das leuchtend „Grüne Haus“ auf die Mainzer Landstraße 67. Ursprünglich wollte in das siebengeschossige Gebäude eine Bank einziehen. Eine weitere Verkaufsniederlassung befand sich in Zürich. 8 Jahre später, im Januar 1977 übernahm die noch junge Pelzkonfektionsfirma Kroll & Ziper die Räume im Grünen Haus und baute die Schaufenster-Räume im Parterre um (vorher Taunusstraße 45). Ihre hochwertige Nerzkonfektion wurde in der eigenen New Yorker Firma „Almiro“ Fur Fashion Design hergestellt. Nach den Anfangsbuchstaben der beiden Inhaber Michael Kroll und Reuben Ziper nannten sie ihre Modelle „M & R Pelze“.
Die Firma Richard König, Niddastraße 66–68, gehörte unter drei Generationen mit zu den bedeutenden Pelz-Großhandelsunternehmen Deutschlands, alle Inhaber trugen den Vornamen Richard. Nach dem Zweiten Weltkrieg verlagerte man das Unternehmen aus Leipzig nach Frankfurt. Der Enkel des Gründers, Richard III, wirkte in erheblichem Umfang an zahlreichen grundlegenden Arbeiten zur Pelztier- und Fellkunde mit. Anfangs ein reiner Fellhandel, wandelte sich die Firma im Lauf der Nachkriegsjahre immer mehr zu einem Pelzkonfektionsunternehmen. 1986 geriet das Unternehmen in finanzielle Schwierigkeiten, um 1990 wurde es endgültig geschlossen, zuletzt firmierend als König Pelze GmbH.
Noch heute international tätig ist die Firma Rosenberg & Lenhart – R & L, einer der Marktführer, die dem „Frankfurter Brühl“ das Profil gaben. Ende der 1920er Jahre ist sie aus einer Zusammenarbeit zwischen Harry Rosenberg und Arthur Lenhart in Leipzig entstanden. In ihrer besten Zeit machte sie mit 100 Beschäftigten allein im Inland 50 Millionen DM Umsatz 1990 eröffnete R & L als erstes deutsches Unternehmen in Russland ein Pelzgeschäft, in Moskau im Traditionskaufhaus GUM, dem weitere folgen sollten. Im gleichen Jahr vereinbarte man mit dem Designer Wolfgang Joop ein Lizenzabkommen. Wolfgang Joops Durchbruch in der Modebranche wurde wesentlich mit einer Pelzkollektion begründet, die er für ein Frankfurter Unternehmen entworfen hat. Bis zum Wechsel zu R & L war Joop fünf Jahre lang für die Konfektionfirma HM-Pelz Design tätig.

#### Der Pelz-Zutatenhändler
Pelzzutatenhandlungen- und Lederhändler sowie Pelzmaschinen-Mechaniker kamen hinzu. Der Zutatenhändler hält die Materialien für die Innenverarbeitung der Pelze, vom Bändelband bis zum Seidenfutter am Lager vorrätig. Außerdem führt er Verschlüsse, wie Keska (Klipverschlüsse) oder Knöpfe und Kürschnerwerkzeug. Leder spielt immer wieder in der Pelzmode eine wichtige Rolle, nicht nur als Galonstreifen zur Fellersparnis, sondern vor allem auch als gestalterisches Element, das eine ähnliche Wertigkeit wie der Pelz ausstrahlt.
Die Zubehörbetriebe waren 1983 ausnahmslos im nördlichen Teil der Niddastraße angesiedelt, vier von sieben im nordöstlichen Teil.

#### Der Pelz-Einzelhändler

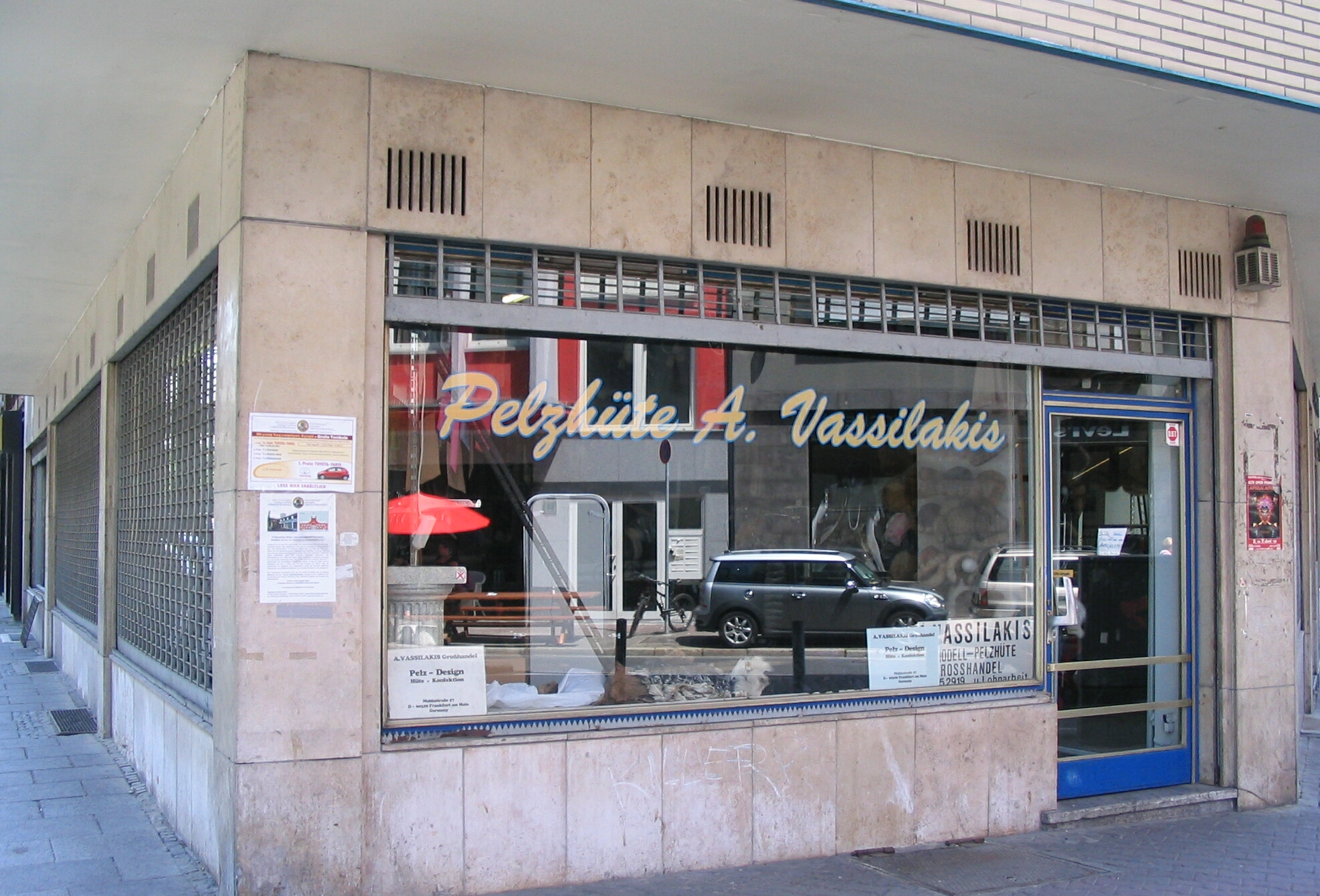
Pelzhüte A. Vassilakis, Niddastraße Ecke Karlstraße (2009)

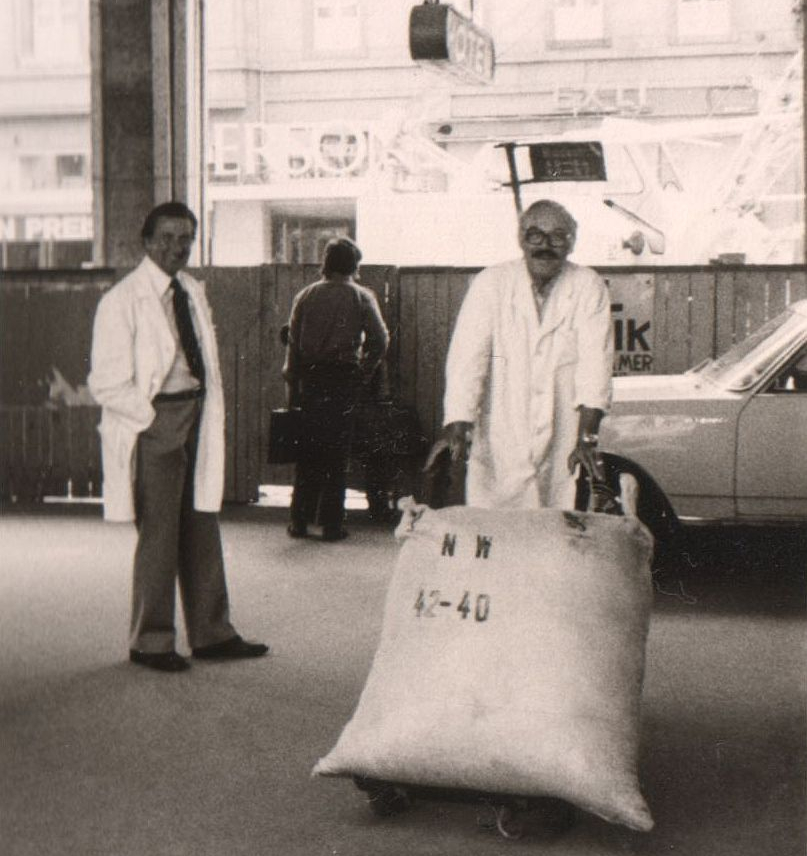
Rohfellanlieferung zur Niddastraße. Im Hintergrund Pelzhaus Gerson (1973)

Auch dem Endverbraucher blieb nicht verborgen, dass es in und um die Niddastraße große Lager mit riesiger Auswahl an konfektionierten Pelzen gab. Im Erdgeschoss der Häuser des Niddastraßensacks befanden sich ziemlich durchgängig Ladenlokale, in einem Block acht hintereinander, deren Auslagen aber zum Teil nicht dekoriert oder sogar verhängt waren. Die äußere Erscheinung der Geschäfte signalisierte, dass hier eigentlich nur Wiederverkäufer erwartet wurden. Während die meisten Konfektionäre gegenüber ihren gewerblichen Abnehmern zumindest den Schein aufrechterhalten wollten, dass sie nicht an Endverbraucher verkaufen, eröffneten am Rand der Niddastraße vor allem kleinere Händler Ladenlokale, meist mit angeschlossenen Kürschnerbetrieben. Viele hatten nicht das Flair ihrer exklusiven Mitbewerber in der Stadt, aber entsprachen mit ihrem Erscheinungsbild vielleicht der Kundenerwartung, dass man hier einen Pelz besonders preiswert erstehen könne. Ausnahmen waren beispielsweise die sehr innovativen Firmen Helmut Feilitsch (immer sehr sportlich, auch seine Besorgungen erledigte er mit dem Rennrad) und Rolf Schulte, deren Geschäfte sich im Häuserblock der Niddastraße in der Düsseldorfer Straße befanden. Bei der Eröffnung seines Ladenlokals im Januar 1970 legte Rolf Schulte, gelernter Kürschner und Rauchwarenhändler, jedoch Wert auf die Feststellung, dass er nur an Wiederverkäufer Ware abgebe. Das große, luxuriöse und umsatzstarke Pelzhaus Gerson hatte 21 Schaufenster auf der Bahnhofsseite der Düsseldorfer Straße, Hausnummer 1–7, Ecke Niddastraße, am äußeren Rand des Pelzdreiecks. Eine Rechnung des Jahres 1968 nennt neben der Frankfurter Zentrale Filialen in Gelsenkirchen, Wiesbaden, Recklinghausen, Hamburg und Bochum. Wegen seines konzernähnlichen Unternehmens verwehrte ihm das organisierte Kürschnerhandwerk die Teilnahme an seinem jährlichen, werbewirksamen Leistungswettbewerb, obwohl sich das Haus Gerson in der Nachwuchsausbildung einen guten Ruf erworben hatte. In Prozessen über mehrere Instanzen setzte er seine Zulassung letztlich durch.
Wie in anderen Städten auch verteilte sich ansonsten der Frankfurter Pelzeinzelhandel über das Stadtgebiet, mit einem Schwerpunkt in der Alt- und Innenstadt, in dem sich auch der übrige gehobene Fachhandel besonders konzentrierte. Selbst aus entfernteren Regionen oder Ländern reisten private Pelzkunden wegen der überdurchschnittlichen Auswahl und den günstigen Preisen gern nach Frankfurt. Die nur vom Einzelhandel lebenden Kürschner, aber auch die Pelz führenden Textilhäuser, befanden sich neben der direkten und intensiven Konkurrenz der Konfektionäre rund um die Niddastraße jedoch in einer schwierigen Lage. Viele ihrer potentiellen Kunden ließen sich durch Freunde oder Bekannte einen Pelz „unter der Hand“ verkaufen oder tätigten einen „Superkauf“ direkt beim Konfektionär (Aussage Obermeister Anthes). Die Pelzpreise im Frankfurter Einzelhandel waren generell niedriger als andernorts. Die Kürschnerinnung Frankfurt hatte 1984 lediglich 30 Mitglieder, trotz des großen Rhein-Main-Einzugsgebiets.

#### Der Spediteur

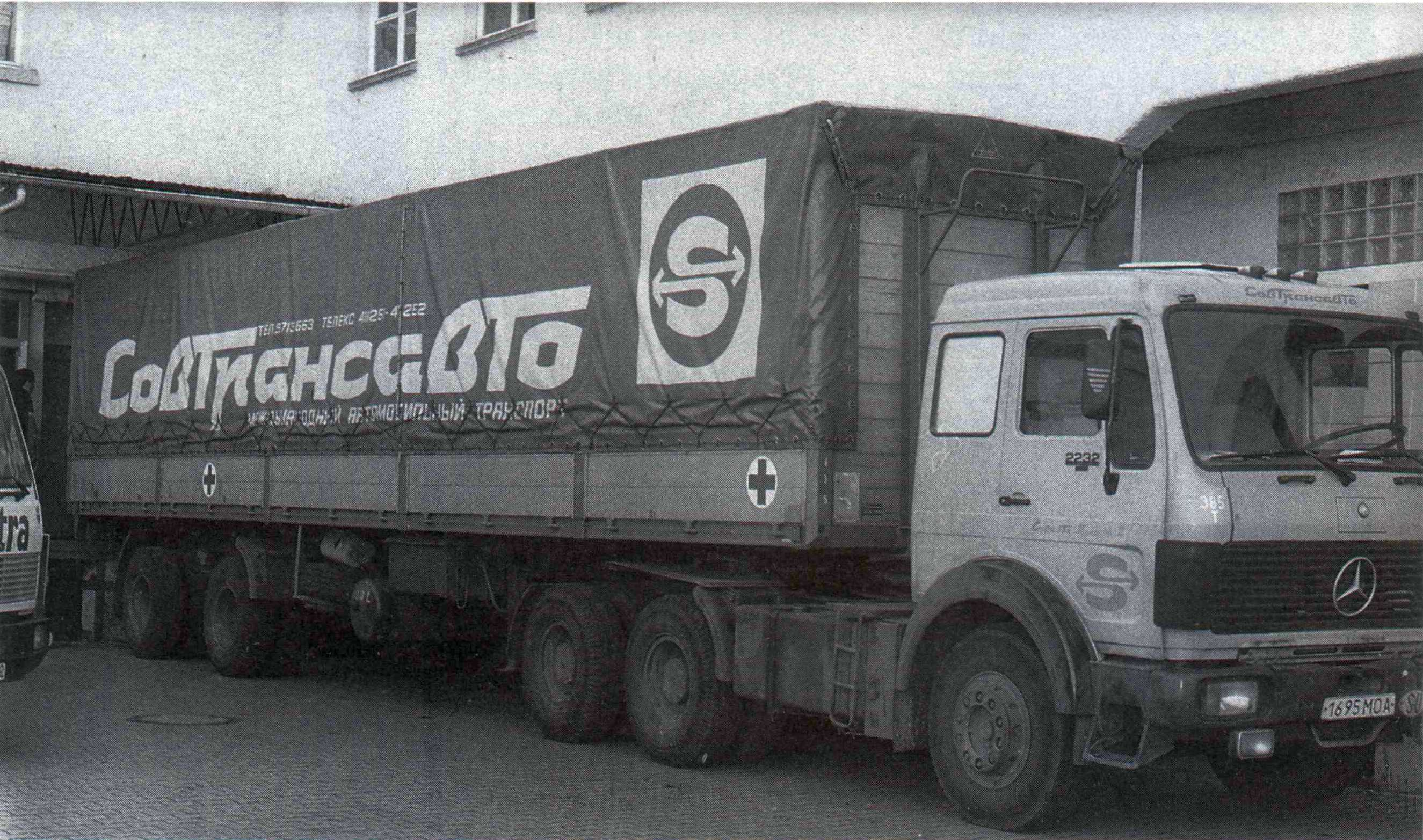
LKW in der Niddastraße, anlässlich einer Pelz-Sammelaktion für Erdbebenopfer in Armenien (1988)

Die Niddastraße, in ihrem einen Ende eine Stichstraße, ist von den örtlichen Gegebenheiten her eigentlich nicht darauf eingerichtet, große Lastwagen in erheblicher Zahl zu verkraften. Und doch wurden hier täglich bedeutende Warenmengen be- und entladen. Konfektion wurde, vor allem für die Großabnehmer (Kaufhausketten) im sogenannten Hängeversand befördert, besonders auch durch die Spedition Hamacher. Jeder Pelz hing auf einem Kleiderbügel, jedes Teil oder mehrere zusammen durch Plastikhüllen geschützt. Aus Kastoria in Griechenland kamen täglich bis zu 100 Großtransporte mit Halbfertigprodukten und Konfektion aus Stücken und Fellen nach Deutschland, das meiste sicherlich in das Pelzviertel, nach Griechenland waren es täglich etwa 5000 Kilogramm Pelzstücken zur Weiterverarbeitung vor allem zu sogenannten Bodys, den Pelzhalbfabrikaten. Eine Frankfurter Spedition beförderte in einem Jahr allein von Kastoria nach Frankfurt fast 150.000 Pelzteile.
Die Spedition Kühne & Nagel unterhielt ein Lager im Stichteil der Niddastraße, von wo aus sie zeitweilig viermal wöchentlich nach Kastoria fuhr. „Luftfracht Meister“ signalisierte eine Leuchtschrift über einem kleinen Ladenlokal auf der gegenüberliegenden Seite. Die H. E. Meister Spedition wurde 1949 von dem Berliner Hans Eberhard Meister (* 16. Mai 1909 in Berlin; † 6. Juni 1982) gegründet. Die Firma Westra GmbH. war der Pelzbranche aus Leipzig nach Frankfurt gefolgt, damals noch und seit etwa 1980 wieder, unter dem Namen des Firmengründers, Benno Richter, seit Juli 2016 Westra-Sable International GmbH (Inhaber Schmalz + Schön).

#### Der Pelz-Fachversicherer
Von den fünf Spezial-Versicherungsunternehmen hatten vier ihren Sitz in Frankfurt. Die hauptsächlich Kürschner und Einzelhandels-Pelzgeschäfte versichernde Firma Schunck KG besaß außerdem neun Filialen in allen kleineren Pelzgeschäfts-Ansammlungen der Bundesrepublik.
Immer wieder gab es im Pelzviertel spektakuläre Einbrüche. Eine Zeitlang häuften sie sich derart, dass man befürchtete, keinen Versicherer mehr für die Pelzlager zu finden. Eine Einbruchsserie begann Anfang der siebziger Jahre, damit hielten auch Alarmanlagen mit Direktschaltung zum Polizeipräsidium, Bewegungsmelder und Alarmtapeten bei den Firmen Einzug, die sich bis dahin sicher gefühlt hatten, die Versicherungsgesellschaften machten entsprechende Auflagen. Etwa Ende April 1970 schickte der Versicherer Schunck ein Alarmtelegramm an die Ministerien: „Seit dem 1. März 1970 wurden allein im Raum Frankfurt Einbruchsdiebstähle bei 14 Pelzbetrieben mit einem Gesamtschaden von etwa 1,5 Millionen DM verübt“.
Auch gab es eine Serie von Autoaufbrüchen. Die Kunden wurden beim Einladen der Ware auf der Niddastraße ausspioniert, bei der Rast auf dem Autobahnparkplatz wurde dann der Kofferraum gewaltsam geöffnet und die Pelze umgeladen.

#### Die Pelz-Fachverbände
Neben ihren spezifischen Aufgaben zur Förderung ihrer Mitglieder vertraten die Pelz-Fachverbände ihre Mitglieder nach außen und betrieben mehr oder weniger intensiv allgemeine Öffentlichkeitsarbeit. Im Verband der deutschen Rauchwaren und Pelzwirtschaft (Rauchwarenverband, Düsseldorfer Straße 1–7) sind vier Unterverbände organisiert, die Großhändler, Konfektionäre, Veredler (einschließlich Zurichter) und Kommissionäre, außerdem der Zentralverband des deutschen Kürschnerhandwerks, die von den Handwerkskammern unabhängige Interessenvertretung der deutschen Facheinzelhändler und Kürschner. Der Rauchwarenverband war bis zur Gründung des Deutschen Pelz-Instituts – DPI die einzige fachspartenübergreifende Organisation der Pelzbranche.
Außer den zwingend vorgeschriebenen Mitgliedschaften der Kürschner in den Handwerkskammern, als Einzelhändler auch in der Industrie- und Handelskammer sowie der freiwilligen Mitgliedschaft in der Kürschner-Innung bestanden oder bestehen noch weitere Kürschner-Vereinigungen.
1973 verlegte der Zentralverband des deutschen Kürschnerhandwerks seine Geschäftsstelle vom Frankfurter Bettinaplatz in ein neu erworbenes Gebäude im nahen Bad Homburg vor der Höhe, rechtliche Eigentümerin war die Gesellschaft zur Förderung des Kürschnerhandwerks mbH.
Der Qualitätsschutzverband der Kürschner (QSV), gegründet 1962, garantierte nach seinem Selbstverständnis mit einem Qualitätssiegel eine besonders korrekte und hochwertige Kürschnerarbeit. In seiner Blütezeit hatte er etwa 300 Mitglieder. Diese nutzten untereinander die Vorteile gemeinsamen Einkaufs, gemeinsamer Werbemittel, des Modellaustauschs usw.
Im Januar 1983 gründete sich in Frankfurt die Vereinigung Initiative Pelzgestaltung (V.I.P.) mit etwa 100 Mitgliedern aus der Bundesrepublik und Österreichs, einschließlich einiger Mitglieder aus den deutschsprachigen Nachbargebieten. Unter anderem auch weil sie das Aufgabengebiet des Qualitätschutzverbands mit abdeckte, löste sich der Qualitätsschutzverband etwa Anfang der 1990er Jahre auf. Die V.I.P. bestand bis Ende der 2020er Jahre.

Die griechischen Rauchwarenbetriebe werden seit etwa Anfang 1984 zusätzlich durch ihren Verband Prophet Elias vertreten. Prophet Elias ist ein weltweiter Traditionsverband, der im Jahr 1914 in Kastoria gegründet wurde. 1918 umfasste er insgesamt 3000 Betriebe und über 2000 Einzelpersonen. Aus dieser Verbindung resultieren beste Geschäftsverbindungen in alle Welt, vor allem nach Kastoria, den USA und Kanada. Ein wichtiges Aufgabengebiet ist die Sozialarbeit. Dazu gehört die Vermittlung von Arbeitsplätzen, viele Landsleute pendelten je nach saisonalem Arbeitsaufkommen in den Unternehmen zwischen Kastoria und Deutschland. Würde man einer Rede des Griechisch/Frankfurter Pelzhändlers Iraklis Kallisthenis (* 13. März 1983) im Jahr 1984 folgen, geht die Verbindung zwischen den Pelzhändlern und dem Propheten auf ein damals etwa 1000 Jahre zurückliegendes Ereignis zurück, als Elias wie üblich mit einer Karawane von Kastoria nach Alexandria und Konstantinopel reiste, um dort seine, bereits zu dieser Zeit in Kastoria genähte Ware zu verkaufen. Eine weitere griechische Vereinigung war der „Kapitol Club“ griechische Pelzkaufleute e. V. mit Geschäftsstelle in der Moselstraße 45.

#### Die Pelzfachzeitschriften

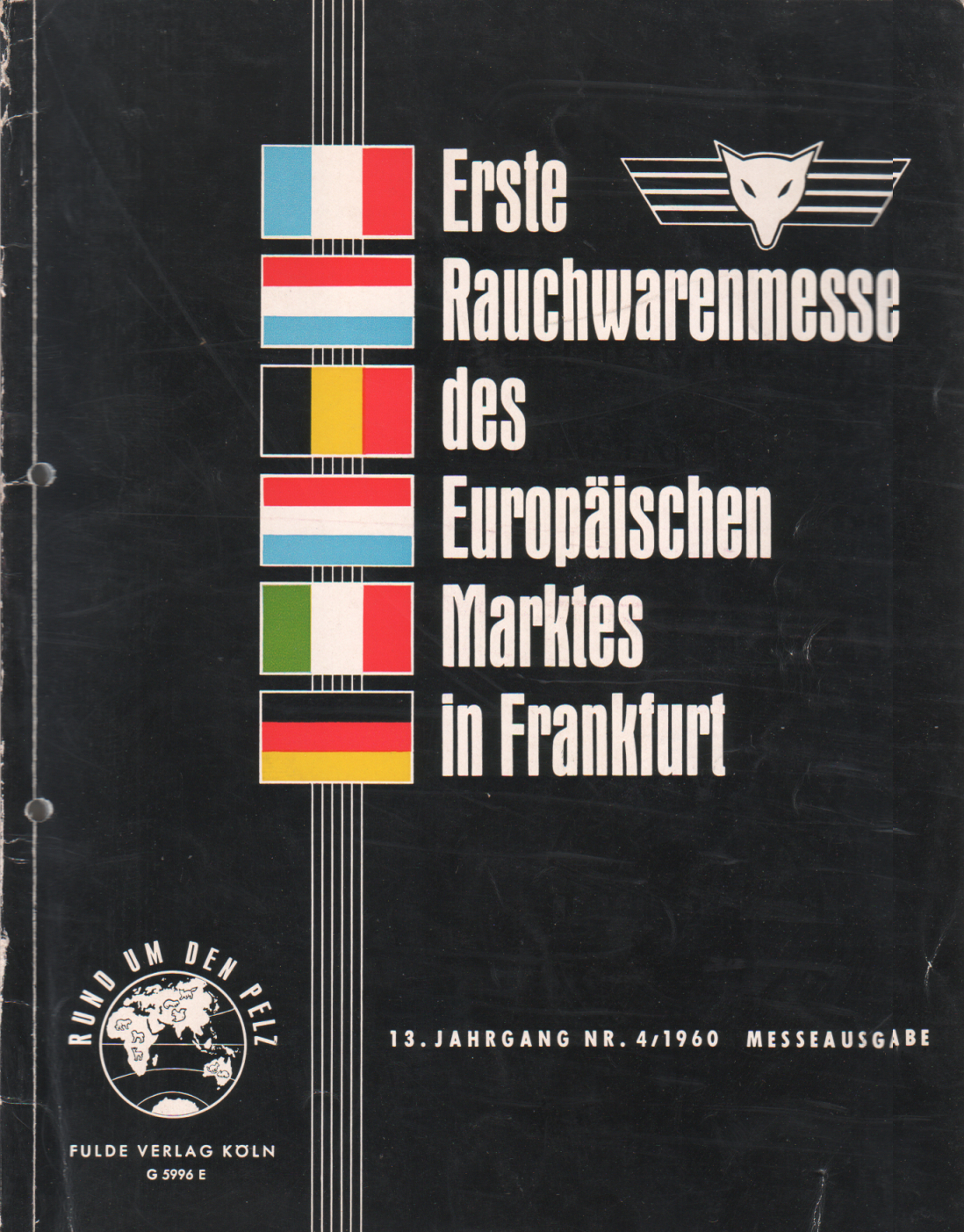
„Rund um den Pelz 1960“ mit der Ankündigung der Internationalisierung der Pelzmesse

Von den fünf Fachzeitschriften in der Bundesrepublik des Jahres 1983 wurden drei in Frankfurt redigiert, die in Berlin monatlich erschienene Zeitschrift „Die Pelzwirtschaft“ unterhielt eine Vertretung am Frankfurter Platz.
- „Rund um den Pelz“ war gleichzeitig das offizielle Nachrichtenblatt des Zentralverbands des Kürschnerhandwerks. Sie wurde später in „Pelz International“ umbenannt (Rhenania Fachverlag GmbH, Hamburg).
- Der „Pelzspiegel“ ähnelte der „Rund um den Pelz“, zeigte jedoch deutlich mehr Modellfotos der Konfektionäre (Hrsg. I. M. Bergmann, Berlin; später Verlag Walter Gebauer, Berlin).
- Die Zeitschrift „Die Pelzwirtschaft“ sprach neben den Kürschnern ganz besonders den Lederbekleidungs-Einzelhandel, den Rauchwarengroßhandel und die Pelzveredler an, sie ging später im „LPD-Journal“ auf. Beide erschienen im CB-Verlag, Carl Boldt, Berlin.
- Die monatliche Zeitschrift „Hermelin“ lieferte meist ganzseitige Bilder, zur Anregung der Kürschner und als Vorlageheft für den Endverbraucher-Kunden (Hermelin-Verlag Dr. Paul Schöps, Berlin und Leipzig).
- Der „PelzReport“, Fachmagazin für Pelzmode und Leder, erschien als Broschüre saisonal jeweils am 1. und 15. Werktag des Monats, zur Messe und zur Saison auch als Journal mit Konfektionsfotos (Kurt Lindemann, Oberursel).
- Der Frankfurter Winckelmann Verlag produzierte neben seinem kostenlos verteilten, jährlich erscheinenden Fachadressbuch „Winckelmann“ vor der Pelzmesse und vor Saisonbeginn ebenfalls umfangreiche Hefte mit den Angeboten der Konfektionsfirmen, ebenso in seinem Journal Fur Parade International. Außerdem gab er seit 1969 ein mehrseitiges, wöchentliches Nachrichtenblättchen heraus, den „Winckelmann Pelzmarkt“, der vor allem im Frankfurter Pelzviertel kostenlos verteilt wurde.[17] Zusätzlich hingen bei allen Rauchwarenhändlern und bei vielen Kürschnern die „Winckelmann-Tabellen“, Poster mit den Adressen des Pelzgroßhandels und verwandter Fachsparten. Das erste Winckelmann-Adressbuch für Deutschland erschien 1909 in Leipzig, auch die Winckelmann-Tabellen gab es bereits in den 1920er Jahren. Von einem Londoner Familienmitglied wurden die Publikationen auch in weiteren Sprachen für diverse andere Länder vertrieben. Die Veröffentlichungen wurden nach dem Tod des letzten Inhabers, John Winckelmann, im Jahr 2007 eingestellt.
- Die Murrhardter Pelzveredlung vertrieb über ihren Rifra-Verlag seit 1956 „Die Pelzmotte“, die „einzige literarisch-humoristische Branchenzeitschrift der Welt“. Die letzte Ausgabe erschien im 51. Jahrgang im Januar 2007, zum zweiten Mal als „Pelzmotte – FurMoth“, nun nicht mehr in deutscher, sondern in englischer Sprache.
- Der monatlich erscheinende „Pelzmarkt“, „Newsletter des deutschen Pelzverbandes“, ersetzt seit Oktober 2008 den Winckelmann Pelzmarkt. Redakteurin ist Dr. Barbara Sixt. Seit 2023 erscheint er nur noch digital.(Stand 2024)

## Bundes-Pelzfachschule

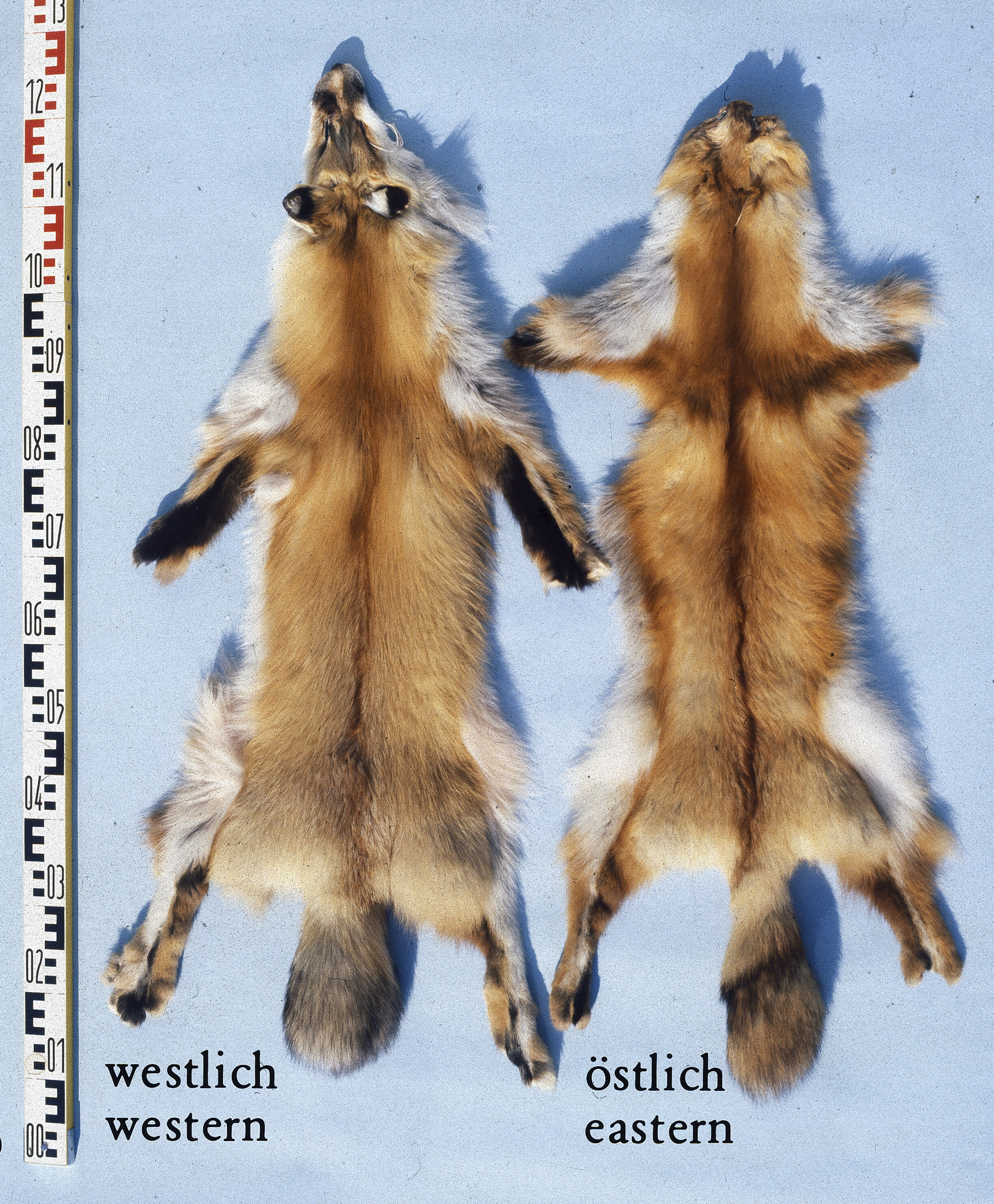
Rotfuchsfelle aus der Sammlung der Bundes-Pelzfachschule (um 1978)
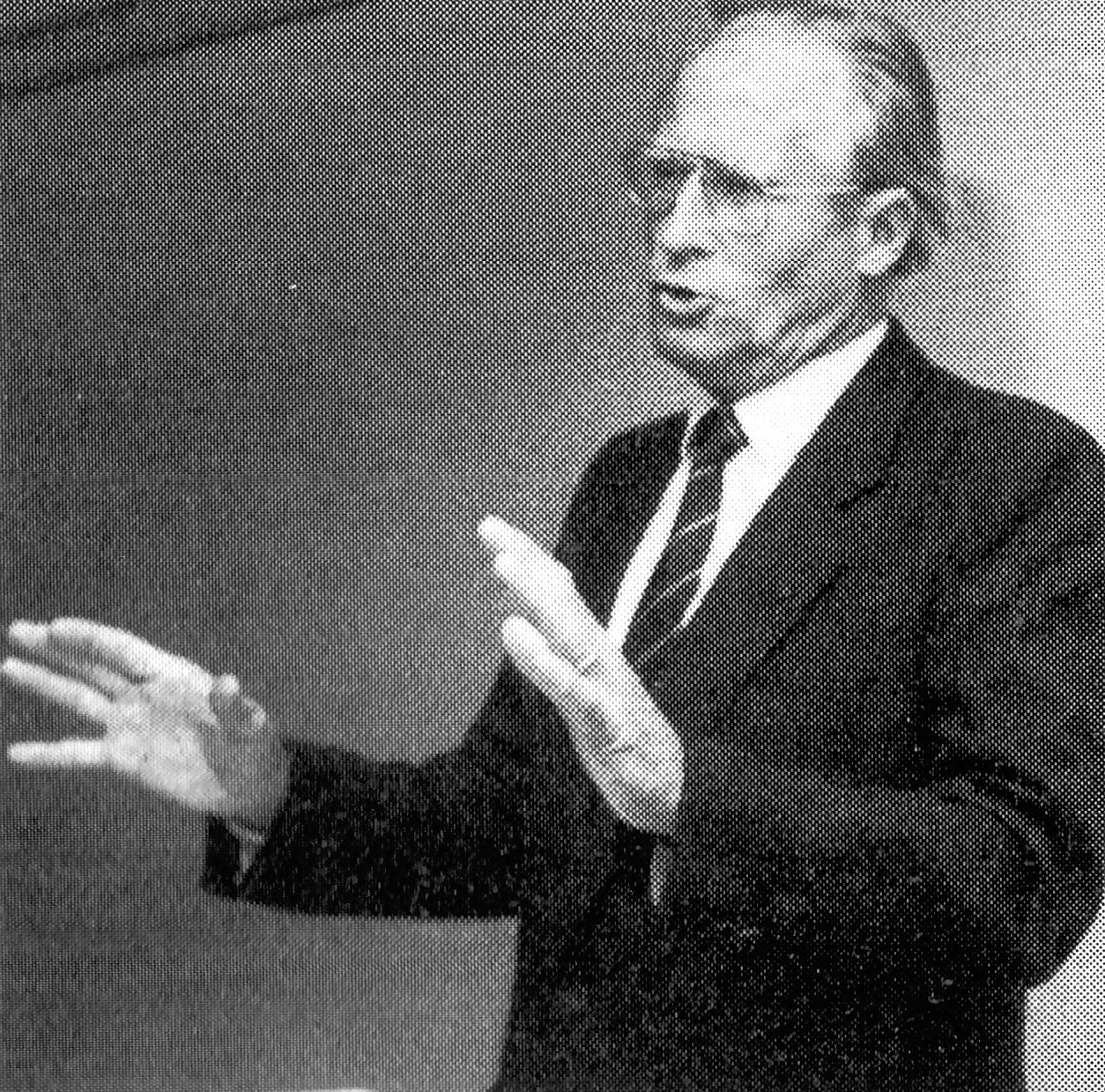
Ludwig Brauser, Lehrer und Direktor der Bundes-Pelzfachschule (1986)

Die Hauptaufgabe der Bundes-Pelzfachschule, Frankfurt, Hamburger Allee 23, war es, Kürschnergesellen auf die Meisterprüfung vorzubereiten. Dazu gehörte der kaufmännische Bereich, die Fachtechnik, das Erstellen von Schnittmustern und, immer wichtiger geworden, das Pelzdesign und der Artenschutz. Außerdem bot sie Weiterbildungsseminare für alle Berufe der Pelzbranche an. Neben der Lehrtätigkeit nahm das Institut Sonderaufgaben wahr, wie Sachverständigengutachten im Bereich des Artenschutzes, der Schulleiter war Mitglied im Fachbeirat des World Wildlife Fund Deutschland. Zollbeamte wurden an der Schule sachkundig gemacht, die enge Zusammenarbeit mit Zoologen, wissenschaftlichen Instituten, Universitäten, Ministerien und Ämtern im In- und Ausland sowie die Informationsarbeit für Tierschutz- und Verbraucherorganisationen ging weit über das Engagement herkömmlicher Berufsfachschulen hinaus.
Eng verbunden mit der Schule in Frankfurt ist der Name Ludwig Brauser (* 1924; † 2009), der die Schule über die gesamte Zeit hinaus, in der sie den Namen Bundes-Pelzfachschule trug, begleitete und zu der renommiertesten Ausbildungsstätte zur Qualifikation als Kürschnermeister machte, ein Ansehen das zeitlich überschneidend zuvor schon ähnlich die Meisterschule des Kürschnerhandwerks in Hamburg besaß. Der Schulverein Bundes-Pelzfachschule wurde am 13. September 1967 in Frankfurt gegründet. Von Anfang an hatte die Schule ihre Räumlichkeiten im 3. Stock der Bergius-Berufsschule in Frankfurt am Main. Finanziert wurde die Schule hauptsächlich durch Teilnehmergebühren, daneben durch Geld- und Sachspenden der Unternehmen und Zuschüsse des Rauchwarenverbands und des Zentralverbands des Kürschnerhandwerks.
Im Lauf der Jahre sammelte Oberstudienrat Brauser durch ständiges Bedrängen der Pelzfirmen die weltweit größte Fellsammlung an. Sie befindet sich heute im Archiv des Frankfurter Senckenberg-Museums. Der Bestand von 1981 wurde vom Presse- und Messefotografen „Mickey“ Bohnacker, fast ein Frankfurter Original, im Auftrag des Rauchwaren-Verbands fotografiert. Seine inzwischen etwas verblassten Fellfotos befinden sich in der Fellsammlung der Bundes-Pelzfachschule.
Bereits im ersten Jahr wurden die Lehrgänge von 68 Teilnehmern besucht. Von 1975 standen jährlich für mehr als 200 Teilnehmer 12 Hauptkurse auf dem Programm. 1988 war sie weltweit die einzige Fachschule der Pelzbranche. In den ersten 20 Jahren wurden etwa 750 Meisterinnen und Meister ausgebildet, hinzu kamen 3000 Teilnehmer an Kurzlehrgängen aus dem In- und Ausland.
Mit der Veränderung der wirtschaftlichen Entwicklung im Kürschnergewerbe strukturierte sich die Schule neu. Nach Übernahme der Leitung der Bergius-Schule durch Ludwig Brauser, die inzwischen in Frankfurter Schule für Bekleidung und Mode umbenannt worden war, fasste man 1984 die Bereiche Pelz, Leder und Textil „in einer sinnvollen Symbiose zwischen privater und staatlicher Schule“ zu einem Bildungsangebot zusammen. Nach einem Schlaganfall Ludwig Brausers im Jahr 1996 übernahm Kürschnermeister Volker Laudensack die Leitung. Mangels Nachfrage fanden seit 2012 keine Kurse für die Pelzbranche mehr statt.

## Die griechische Gemeinde der Frankfurter Pelzbranche

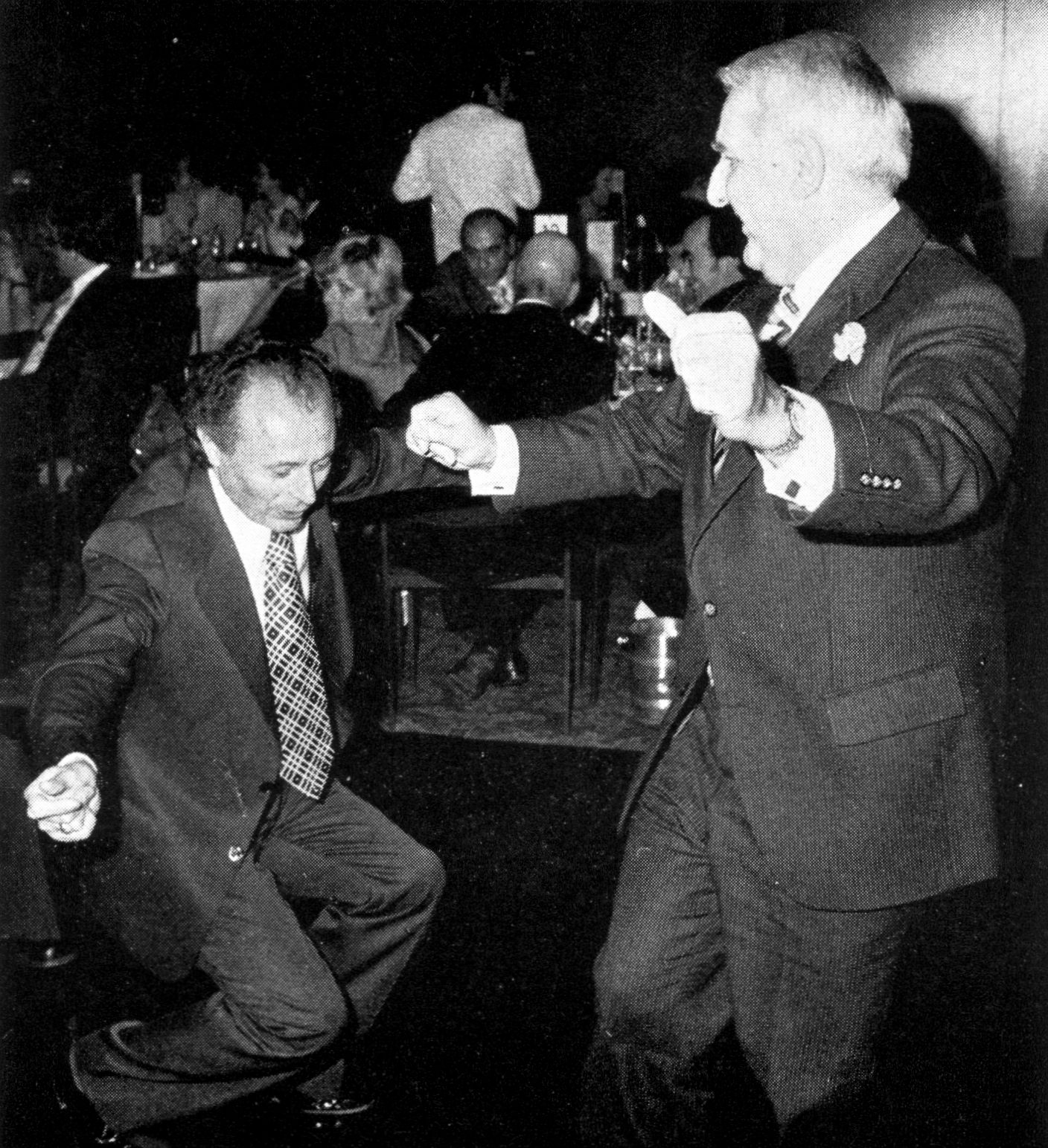
Rauchwarenhändler Dimitri Emmanoulidis, Vorsitzender des „Prophet Elias“, tanzt Sirtaki mit Walter Langenberger, Vorsitzendem des Pelzverbandes (1976)
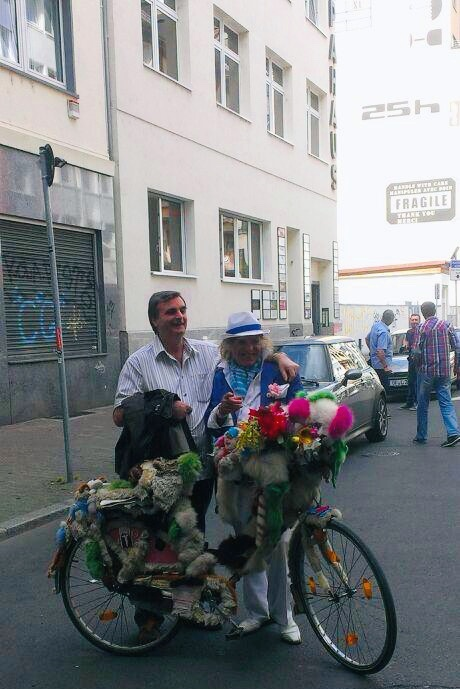
Emmanuel de Greco mit seinem Pelzfahrrad und der Pelzhändler Sotiros Kazakis in der Niddastraße

Griechenland, und zwar die Region um die Stadt Kastoria in der Präfektur Kastoria, zusammen mit dem 50 Kilometer entfernten Ort Siatista, haben eine jahrhundertelange Tradition in der Pelzstückenverarbeitung und im Handel der daraus gefertigten Produkte, hauptsächlich Halbfertigprodukte für die Weiterverarbeitung durch ausländische Kürschnerbetriebe. Bereits am Leipziger Brühl waren griechische Händler vertreten, die auch die Pelzreste aufkauften und in ihre Heimat ausführten und als Fellstückentafeln reimportierten. Im Laufe der Zeit hatten sich auch etliche griechische Kürschner in Leipzig ansässig gemacht. Als nach dem Zweiten Weltkrieg der Pelzabsatz in der Bundesrepublik gewaltig anstieg, profitierte auch das griechische Pelzhandwerk und der Handel. Viele griechische Pelznäher kamen wegen der besseren Verdienstmöglichkeiten aus Westmazedonien in die Bundesrepublik, ein erheblicher Teil siedelte sich wegen des Pelzzentrums Niddastraße im Raum Frankfurt an, etliche davon begannen mit dem Fellhandel. Mit dem Aufschwung in Kastoria kehrten viele Näher in ihre Heimat zurück, inzwischen hatten sie sich zusätzlich zur Resteverarbeitung Kenntnisse der Fellverarbeitung angeeignet. Mit ihrer besonderen Nähtechnik an der Pelznähmaschine waren sie den deutschen Pelznäherinnen weit überlegen, das Auslassen von Fellen lag bald fast ausschließlich in griechischer Hand, auch die deutschen Kürschner hatten „ihren Griechen“ zum Nerznähen. Aus Griechenland kamen jetzt nicht nur die sogenannten Stückenbodys, sondern fertige Pelze. Bis heute bestehen in und um Kastoria zahlreiche Kürschnereien als Familienbetriebe und große Pelzkonfektionsunternehmen mit angeschlossenen, repräsentativen Verkaufsräumen, vor allem auch für Privatkunden aus Russland und den Emiraten.
1985 gab es in Frankfurt rund 700 in das Handelsregister eingetragene Pelzbetriebe mit griechischen Wurzeln, die vor allem in dem an das „Pelzdreieck“ angrenzenden Block zwischen Nidda-, Mosel-, Elbe- und Taunusstraße angesiedelt waren. Hier befanden sich 65 bis 70 Prozent aller griechischen Pelzbetriebe Deutschlands, zwei davon waren Niederlassungen aus Kastoria. Weitere 20 Prozent waren im benachbarten Offenbach ansässig. Etwa 50 der Firmen waren Konfektionäre mit einem Geschäftsbereich wie ihre deutschen Mitbewerber, zumindest drei davon gehörten zu den größten der Sparte. Die anderen 650 Betriebe arbeiteten vorwiegend als Zwischenmeister für griechische und deutsche Unternehmen. Auf Grund ihrer besonderen Leistungsfähigkeit stellten sie mit 88,74 Prozent das Gros der in Frankfurt für die Pelzindustrie arbeitenden Kürschnereien. Die örtliche Konzentration war bei ihnen besonders stark, in nur drei Häusern befanden sich beispielsweise 42 Lohnkürschnereien. In dem genannten Block mit recht günstigen Mieten befanden sich knapp 6/7 aller Frankfurter Zwischenmeister. Insgesamt waren etwa 4000 griechische Mitbürger in Frankfurt mit Pelzen beschäftigt. 50 Firmen hatten mehr als 15 Mitarbeiter, weitere 100 beschäftigten 5 bis 10 Angestellte, der große Rest waren Familienbetriebe. Mit einem Jahres-Produktionswert von 520 Millionen DM war die griechische Kolonie ein wichtiger Bestandteil des Pelzzentrums Niddastraße.
Das Frankfurter Pelzviertel stellte auch einen Sonderfall hinsichtlich seines hohen Ausländeranteils dar. Die Stadt Frankfurt hatte 1977 einen Ausländerbeschäftigtenanteil von 13 Prozent und gehörte damit bereits zu den bundesdeutschen Städten mit dem höchsten Prozentsatz. Das Leder-, Textil- und Bekleidungsgewerbe stellte mit 39,5 Prozent davon den größten Teil. 31,1 Prozent wiederum davon stellten die Griechen im Frankfurter Pelzviertel, nach einer Erfassung von S. Gelzenleuchter im Jahr 1983. Dagegen betrug der Anteil an der Gesamtheit der Griechen unter allen ausländischen Beschäftigten in Frankfurt nur 8 Prozent. Das Pelzzentrum war also zugleich das Zentrum der griechischen Arbeitnehmer der Stadt.
Das griechischstämmige Unternehmen Manakas in Frankfurt am Main bezeichnete sich 2022 als der „größte Pelzbekleidungshersteller und -produzent in Europa, der nachhaltige und zertifizierte Luxuspelze in die ganze Welt liefert“. Seit über vier Generationen war die Familie Mannakas zu der Zeit in der Pelzbranche tätig. Mit Hauptsitz in Frankfurt unterhält Manakas weltweit Showrooms in den wichtigsten Modemetropolen.
Der Pelzkonfektionär Leonidas Papageorgiou (* 24. Februar 1932; ‡ 7. November 2021) war Hauptsponsor der 1998 eingeweihten Kirche des Heiligen Georgios im Frankfurter Grüneburgpark. Peter Oehler sieht es als naheliegend an, dass der Name auch an Leonidas Papageorgious Sohn Georgios erinnert, der in den 1980er Jahren im Alter von nur 19 Jahren bei einem Autounfall in Siatista so in seinem Auto eingeklemmt war, dass er sich nicht befreien konnte und verbrannte.
Ein stadtbekanntes Original und der wohl stadtbekannteste Grieche war Emmanuel de Greco (eigentlich Emmanouil Chatzinikolaou; * 30. März 1937 auf der Insel Paros; ‡ 12. Oktober 2018 in Frankfurt am Main), ein Friseur mit einem Salon in der Schäfergasse. Sein Fahrrad war bunt- und pelzgeschmückt. Zu seinem Tod Mitte Oktober 2018 hieß es in einer Pelz-Fachveröffentlichung: „Besondere Aufmerksamkeit lenkte er auch auf sich, wenn er sich in seinem langen Pelzmantel, mit Hut und blinkender Sonnenbrille unter die Menschen mischte oder in seinem roten Mitsubishi aus den 70er Jahren, der innen komplett mit Pelz ausgepolstert war, spazieren fuhr“. Das pelzgeschmückte Fahrrad wurde nach seinem Tod in das Historische Museum Frankfurt übernommen.

## Internationale Frankfurter Pelzmesse
| Pelzmesse 1949 bis 1964 | Pelzmesse 1949 bis 1964 | Pelzmesse 1949 bis 1964 | Pelzmesse 1949 bis 1964 | Pelzmesse 1949 bis 1964 | Pelzmesse 1949 bis 1964 |
| Jahr                    | Aussteller              | Fläche                  | Besucher                | Umsatz                  | davon Export            |
| ----------------------- | ----------------------- | ----------------------- | ----------------------- | ----------------------- | ----------------------- |
| 1949                    | 123                     | 1.880 m²                | 6.000                   |                         |                         |
| 1950                    | 160                     | 3.000 m²                | 8.000                   |                         |                         |
| 1951                    | 198                     | 3.640 m²                | 8.500                   |                         |                         |
| 1952                    | 205                     | 4.147 m²                | 11.000                  |                         |                         |
| 1953                    | 191                     | 3.920 m²                | 8.000                   |                         |                         |
| 1954                    | 183                     | 3.930 m²                | 9.000                   |                         |                         |
| 1955                    | 170                     | 3.920 m²                | 8.000                   |                         |                         |
| 1956                    | 162                     | 3.980 m²                | 9.000                   | 20.000.000 DM           | 1.070.000 DM            |
| 1957                    | 170                     | 4.100 m²                | 8.000                   | 23.000.000 DM           | 1.160.000 DM            |
| 1958                    | 160                     | 3.800 m²                | 8.000                   | 18.500.000 DM           | 1.200.000 DM            |
| 1959                    | 170                     | 4.120 m²                | 8.000                   | 22.500.000 DM           | 2.100.000 DM            |
| 1960                    | 185                     | 5.400 m²                | 12.000                  | 25.000.000 DM           | 4.000.000 DM            |
| 1961                    | 215                     | 6.200 m²                | 13.000                  | 35.000.000 DM           | 5.250.000 DM            |
| 1962                    | 235                     | 7.400 m²                | 15.000                  | 35.000.000 DM           | 6.000.000 DM            |
| 1963                    | 250                     | 8.900 m²                | 18.000                  | 45.000.000 DM           | 6.500.000 DM            |
| 1964                    | 280                     | 10.200 m²               | 20.000                  | 56.000.000 DM           | 10.000.000 DM           |

Am 24. April 1949 eröffnete der Hessische Rauchwarenverband die erste Pelzmesse, bis 1962 unter dem Namen Rauchwaren-Messe, 1963 in Internationale Pelz-Messe umbenannt, ab 1964 als Internationale Pelzmesse in Frankfurt und seit 1990 als Fur & Fashion. Sie fand jährlich auf dem Frankfurter Messegelände statt, branchentypisch in der Zeit März/April, beim Vorliegens eines Großteils der im Winter angefallenen Felle. Nach früherem Leipziger Brauch war sie von einer Neuheitenschau des westdeutschen Kürschnerhandwerks und einem Treffen von Händlern und Kürschner, dem Kürschnertag begleitet. Bereits die erste Messe mit 123 Ausstellern galt als großer Erfolg, die 6000 Besucher waren für diese Zeit ein außerordentliches Ereignis. Die Messe entwickelte sich in den ersten Jahren sehr zufriedenstellend. Nach der Internationalisierung expandierte sie schnell; 1960 wurden erstmals europäische Aussteller zugelassen, ab 1962 gab es keine nationalen Beschränkungen mehr. Die vom Rauchwarenverband getragene Frankfurter Rauchwaren Messe G.m.b.H. wurde 1953 gegründet, erster Geschäftsführer war Willi Treusch. Über Jahre hinweg war die Frankfurter Pelzmesse die weltweit bedeutendste Veranstaltung ihrer Art. Aussteller und Käufer kamen aus fast allen pelzproduzierenden und pelzverbrauchenden Ländern der Welt.

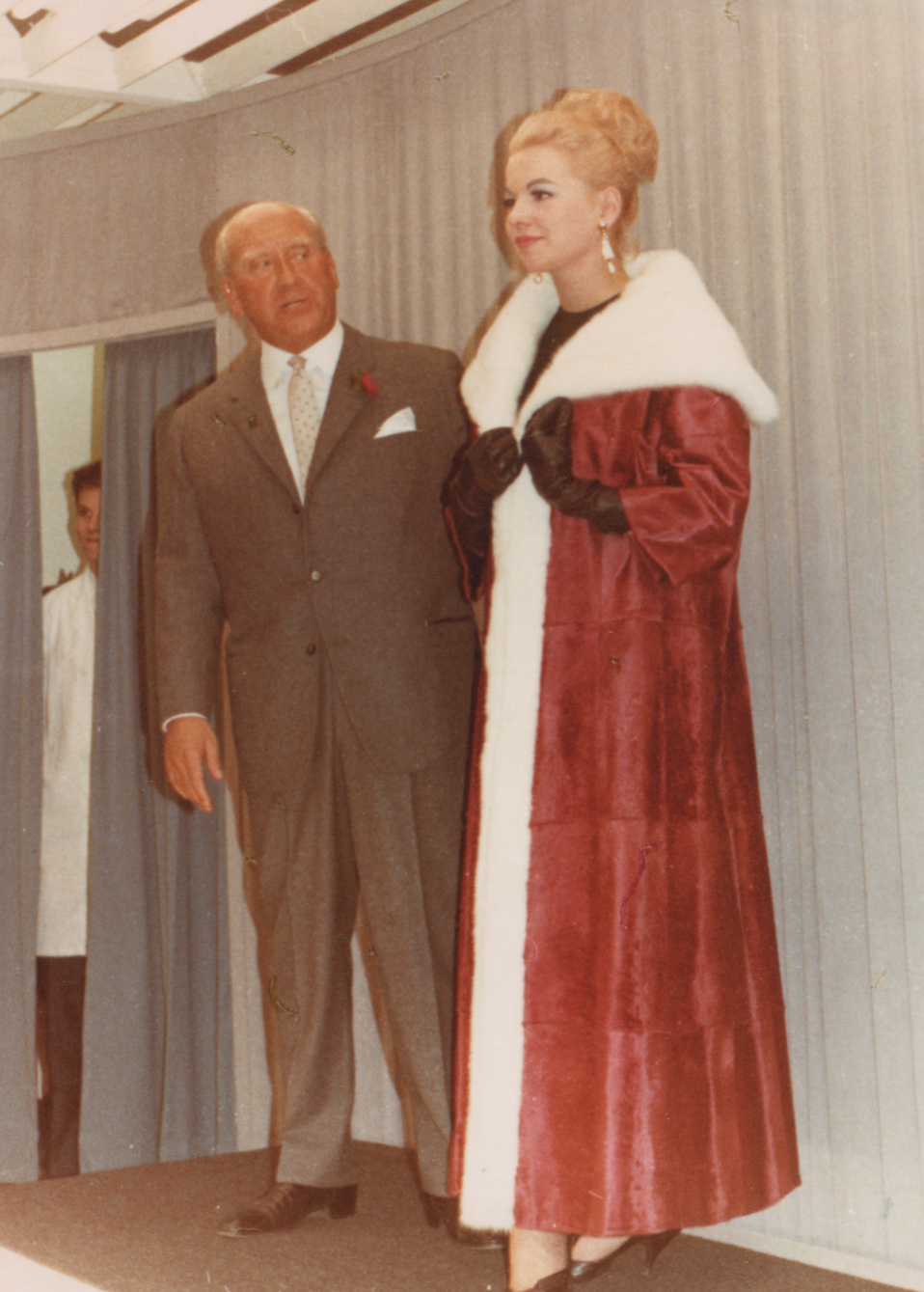
Internationale Pelzmesse 1964: Roter Breitschwanz-Mantel mit weißem Nerz der Firma Marco

Die Pelzmesse war gleichzeitig Mustermesse und Verkaufsmesse, ein Großteil des Einzelhandels- und Kürschnerbedarfs wurde hier gedeckt. Wegen der individuellen Unterschiede in Qualität und Aussehen vieler Fellarten ist der Facheinzelhandel bestrebt, die einzukaufenden Felle, aber auch fertige Konfektionsteile nach Aussehen direkt zu kaufen. Dem steht bei fertiger Pelzkleidung der Wunsch des Produzenten entgegen, der möglichst nur so viel anfertigen will, wie auch im laufenden Jahr verkauft wird. Somit wurden auf der Messe vor allem Felle eingekauft, die Vorführmodelle (falls der Konfektionär die Muster schon hergab) und die übrigen mitgebrachten Konfektionsteile wurden als verkauft abgezeichnet und ansonsten wurde die Konfektion zur Lieferung geordert, entweder baldmöglichst oder zum Saisonbeginn im Herbst. Bei den Seidenwebereien wurden die neuen Dessins der speziellen Pelzseiden begutachtet und bestellt. Maschinenhersteller, auch für Pelzveredlungsmaschinen, zeigten ihre Angebote, ebenso wie Zutatenhändler, Schnittmusterdesigner und andere periphere Anbieter. Bei den Pelzveredlern waren die aktuellen Farbmuster zu besichtigen. Verbände und Züchtergemeinschaften boten an ihren Ständen Informationsgespräche an, auch das russische Staatshandelsunternehmen für Pelze, die Sojuzpushnina war wieder vertreten.
Nicht nur in den Hallen bei den Konfektionären fanden mehrmals täglich Modenschauen statt. Regelmäßige Highlights waren der Kürschner-Ball sowie Modenschauen exklusiver Pelzdesigner in den Hotels, vor allem aber am Abend eine gemeinsame Modenschau der Konfektionäre, 1983 mit zwei Vorführungen zu je 3800 Zuschauern. Auf der Messe wurde nicht nur gekauft, ganz wichtig waren für die Kürschner die Anregungen für die eigene Herstellung. Ein weiterer Anziehungspunkt und eine Orientierung über Mode- und Verarbeitungsinnovationen war deshalb die Ausstellung der im Leistungswettbewerb des Kürschnerhandwerks prämierten Pelze, die auch auf einer Modenschau während des Kürschner-Balls noch einmal gezeigt wurden.
Pendelbusse brachten die Besucher zu den Firmen rund um die Niddastraße und zurück. 1984 verzeichnete die Pelzmesse wieder einen Ausstellerrekord. 548 Anbieter kamen aus 30 Nationen. 196 (35,8 Prozent) der Aussteller stammten aus dem Ausland. Die Ausstellungsfläche war von 58.000 m² auf 65.000 m² erweitert worden. Mit 24.900 Gästen aus 60 Ländern war der Besuch 1985 etwas geringer als im Jahr davor, der Anteil der ausländischen Besucher hatte sich jedoch auf 45 Prozent erhöht. Im April 1990, vor der Deutschen Wiedervereinigung, hatten die Kürschner der DDR bei freiem Eintritt erstmals Gelegenheit, sich direkt über den Stand der westlichen Pelzmode zu informieren.
Die Frankfurter Pelzmesse hatte sich in ihren letzten Jahren ihres Bestehens erheblich verkleinert, die letzte, 60. Messe fand als „Fur & Fashion“ im Frühjahr 2008 statt. Anschließend beteiligte sich die Fur & Fashion Frankfurt Messe GmbH an der Mailänder Pelzmesse „MIFUR“. In Frankfurt finden stattdessen seitdem alljährlich von den Frankfurter Rauchwarengroßhändlern veranstaltete so genannte „Market-Days“ statt.(Stand 2024)

### Leistungsschau des Kürschnerhandwerks

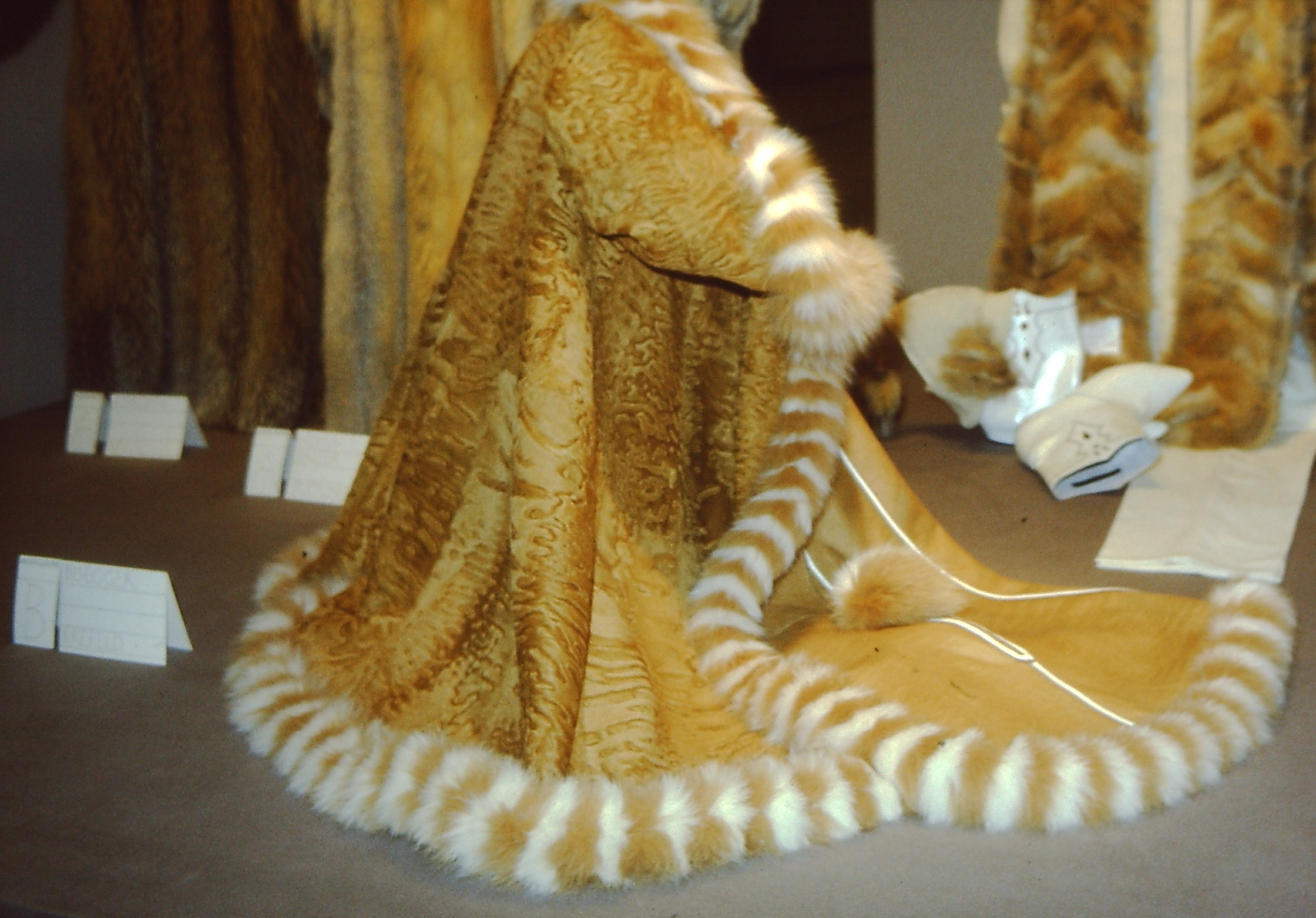
Prämiertes Swakara-Persianer-Cape mit Fuchs beim Modellwettbewerb des Kürschnerhandwerks 1982

Seit 1949 gibt es nach kriegsbedingter zehnjähriger Pause wieder jedes Jahr einen Modellwettbewerb im Kürschnerhandwerk. Trotz der schwierigen Verhältnisse im geteilten und besetzten Deutschland und gegen alle Befürchtungen war bereits die Teilnahme an der ersten Veranstaltung beträchtlich. Eine Firma in der Niddastraße löste die damals noch prekäre Raumnot und stellte ihre Räumlichkeiten für die Vorbereitungen zur Verfügung, so dass am 21. April die Jury ihre Auswahl treffen konnte. Nach einer Zwischenlagerung der Ware und der Versandkartons in einem Zementlager(!) wurden sie dann in Halle 3 der Messe dekoriert und am 25. April 1949 in den Gesellschaftsräumen des Palmengartens von Mannequins vorgeführt.
Seit 2006 nennt sich der Modellwettbewerb Internationaler Pelz-Design-Wettbewerb des deutschen Kürschnerhandwerks. Von 2013 bis etwa 2023 wurde jährlich zusätzlich der International German Red Fox Award ausgetragen.(Stand 2024)

### Market Days
Jeweils im März wird nach dem Wegfall der Frankfurter Pelzmesse seit 2009 im Pelzviertel und den Pelzfirmen der Umgebung, bis 2017 vor allem auch im Haus der Rauchwarenhandelsfirma Rosenberg und Lenhart an der Ludwig-Landmann-Straße (nach Oberursel verzogen), eine Market Days genannte Verkaufsschau durchgeführt, an der sich auch einige nicht in Frankfurt ansässige Unternehmen der Pelzbranche beteiligen. Die Frankfurter Firmen öffnen gemeinsam während drei Tagen ihre Verkaufsflächen und bieten damit auswärtigen Fachbesuchern die Gelegenheit zu einem konzentrierten Einkauf und der Kontaktpflege mit ihren Zulieferern.(Stand 2024)

## Literatur

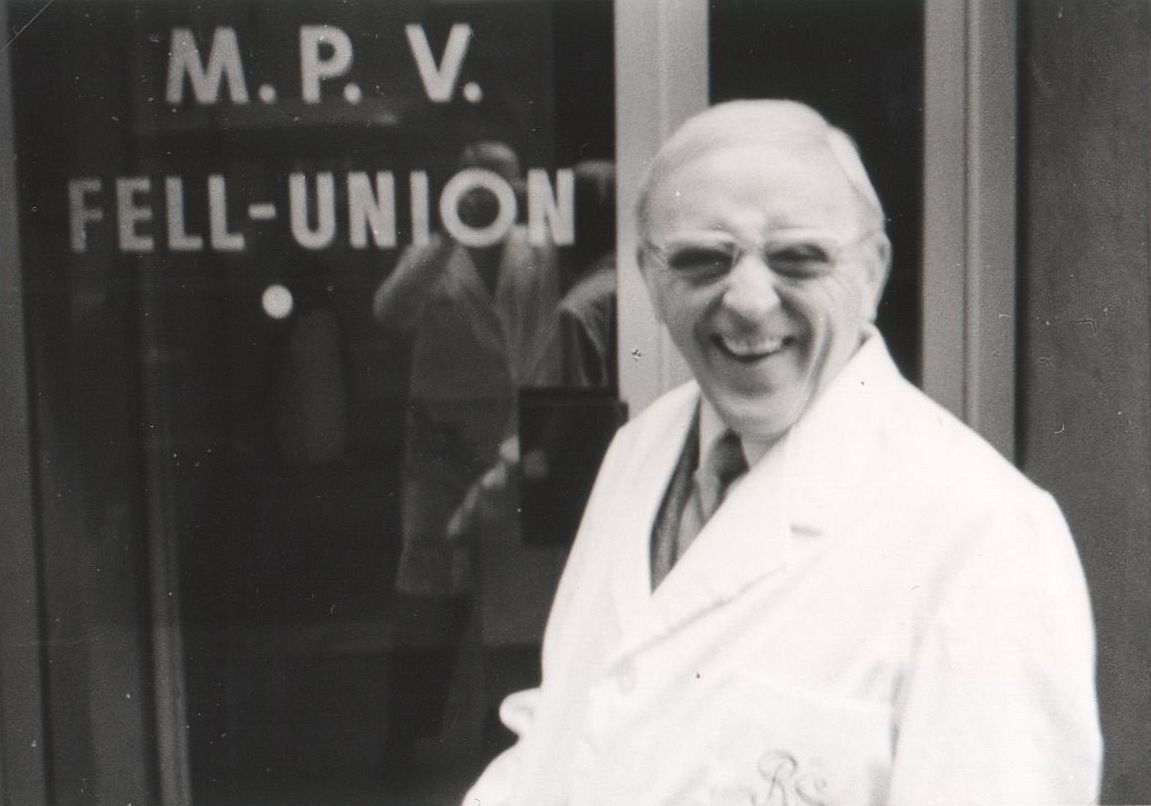
Kommissionär und Glossen-Autor Rudolf Sonntag, fast ein Original der Niddastraße